# Культура Шуши
Культура Шуши — совокупность историко-культурных традиций города Шуша, подъём которых пришёлся на конец XVIII века и XIX век. В Шуше родились и работали многие известные писатели, поэты, композиторы и музыкальные исполнители.

## История
Шуша, основанная в середине XVIII века как крепость для защиты Карабахского ханства, стала его столицей и, по словам британского историка Кристофера Уолкера, постепенно превратилась в третий по значимости культурный и просветительский центр Закавказья после Тбилиси и Баку, чему способствовало административное положение города, его экономическое развитие и участие в международной торговле. Согласно этнографу Степану Лисициану, крепостное поселение стало полноценным городом лишь после установления власти Российской империи в XIX веке. Армянское население города, тем не менее, продолжало традиционно рассматривать себя как кылеци (с арм. — «житель крепости»). Шуша превратился в административный центр уезда, в котором находились различные государственные учреждения. В город был также перенесено центральное управление епархии Армянской апостольской церкви.
Развитию культуры и искусства помимо экономических условий способствовало географическое положение Шуши. Город расположен на высоте 1400—1800 метров над уровнем моря. Зелёные леса, прохладные яйлаги, чистый воздух, хороший горный климат, неприступные горы — всё это дополняло общую картину города.

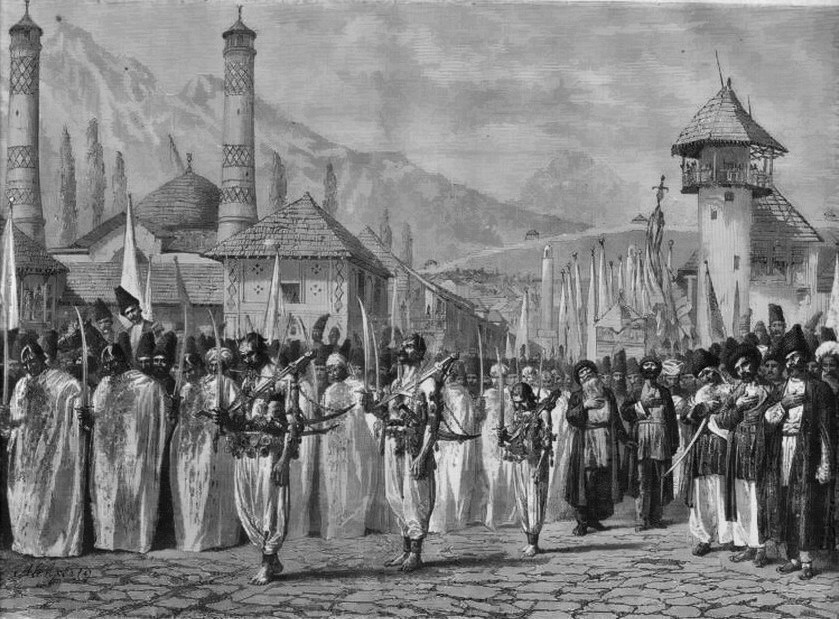
Религиозная процессия Мухаррам в Шуше. Картина В. В. Верещагина. 1865 год

В 1850 году в Шуше проживало 12 тыс. человек, в начале 1880-х годов — 25 тыс. (из них армяне — 56,5 %, азербайджанцы — 43,2 %), в 1890-е годы — 34 тыс., в 1916 году — 43,8 тыс., из которых армяне составляли 53 %, азербайджанцы — 44 % (в источниках указаны как «татары»).
В 1831 году здесь была основана армянская духовная семинария, которая была единственным средним учебным заведением Нагорного Карабаха до открытия в городе училища (1881 г.). Во второй половине XIX века возникли женские неполные средние школы (армянского духовенства и правительственная).
В XIX веке в Шуше процветали производство и торговля коврами и шёлком. Производством занимались как армяне, так и (в значительной степени) азербайджанцы; торговля была сосредоточена в руках армян.
Согласно азербайджанскому исследователю и музыковеду Фирудину Шушинскому, в течение XIX века в Шуше творило 95 поэта и литератора, 22 музыковеда, 35 исполнителя мугама, 70 исполнителей на таре, каманче и других музыкальных инструментах. Знаток музыки народов Кавказа Василий Давидович Корганов в книге «Кавказская музыка» писал: «…Закавказье снабжает музыкантами и певцами Шуша, эта блаженная родина поэзии, музыки и песен; она служит консерваторией для всего Закавказья,  поставляя ему для каждого сезона и даже месяца новые песни и новые мотивы».

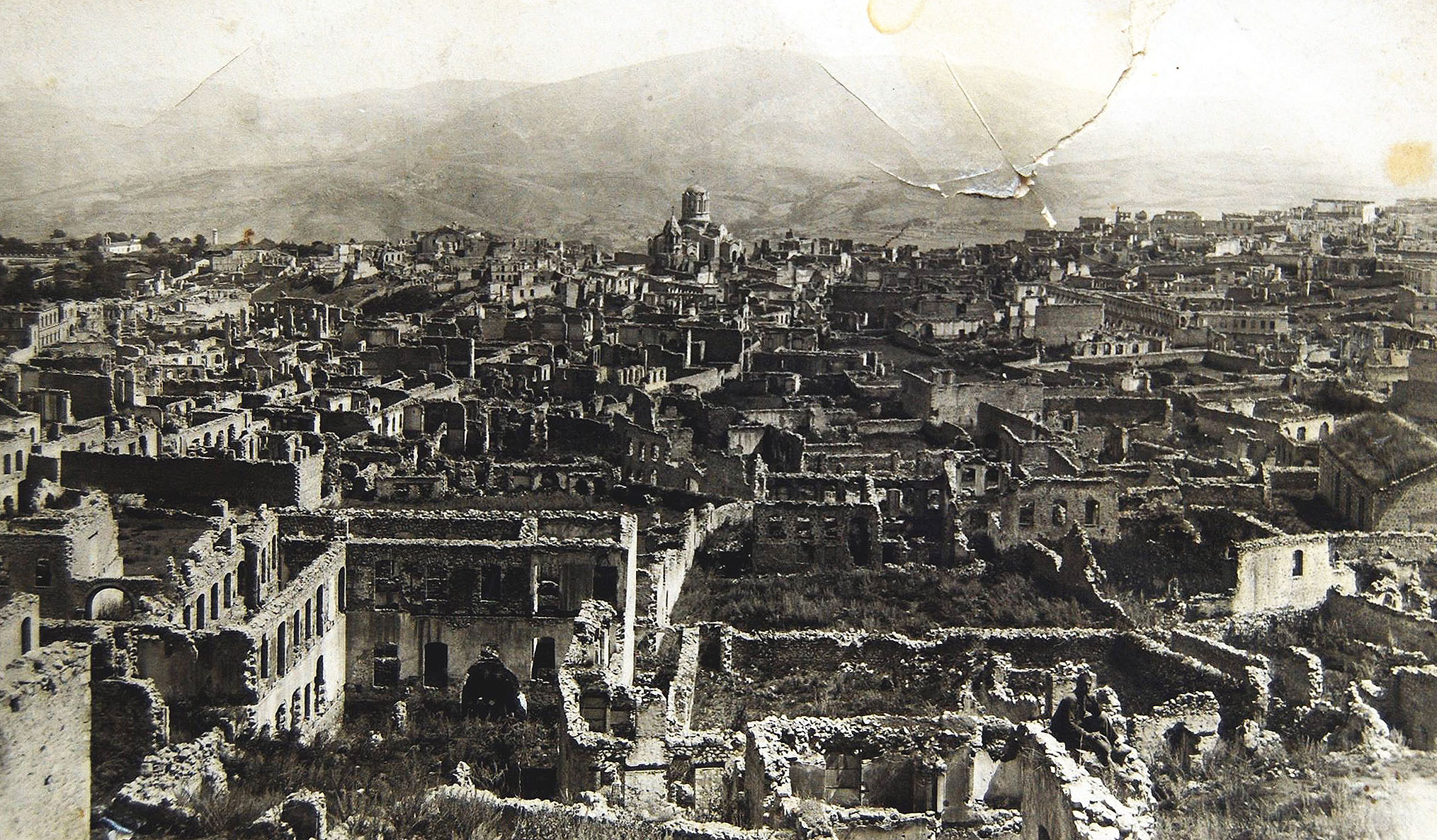
Панорама руин исторических армянских кварталов в Шуше, разобранных в 1961 году.

Шуша была одним из первых закавказских городов, где появилась типография (1827). С 1874 года в ней существовала своя периодическая печать. До 1920 года здесь было издано 150 наименований книг, выходило более 20 газет и журналов (в основном на армянском языке).
В результате резни 1920 года подавляющее большинство армян погибло либо бежало из города. Шушинскую резню профессор Ричард Ованнисян называет концом армянской Шуши.
События 1920 года явились серьёзным ударом для Шуши в целом. Численность её населения упала в несколько раз — с 67 тыс. до 9 тыс. (в 1932 г. даже менее 6 тыс.) и с тех пор так и не поднималась выше 17 тыс. В 1923 году столицей созданной Нагорно-Карабахской автономной области был объявлен Ханкенди (позже переименованный в Степанакерт), а Шуша получила статус обычного районного центра.
Разрушенные в марте 1920 года здания армянской части Шуши так и не были восстановлены, а в 1961 году по указанию республиканских властей их разобрали.
В 1977 году город Шуша был объявлен историко-архитектурным заповедником Азербайджанской ССР. В 2001 году заповедник был добавлен в предварительный список кандидатов от Азербайджана на включение в список объектов Всемирного наследия ЮНЕСКО.
После Первой карабахской войны Шуша долгие годы пребывала в полуразрушенном состоянии.
Через месяц после того, как в ходе начавшихся 27 сентября 2020 года боевых действий вооружённым силам Азербайджана удалось овладеть городом, здесь по поручению президента Азербайджана Ильхама Алиева в связи с мероприятиями по восстановлению Шуши начались работы по оценке и инвентаризации с участием специалистов из различных сфер. По словам министра культуры Азербайджана Анара Керимова, к середине января 2021 года в рамках этих работ в Шуше было найдено 195 памятников истории и культуры.
7 мая 2021 года президент Азербайджана Ильхам Алиев подписал распоряжение об объявлении города Шуша культурной столицей Азербайджана.

## Молла Панах Вагиф

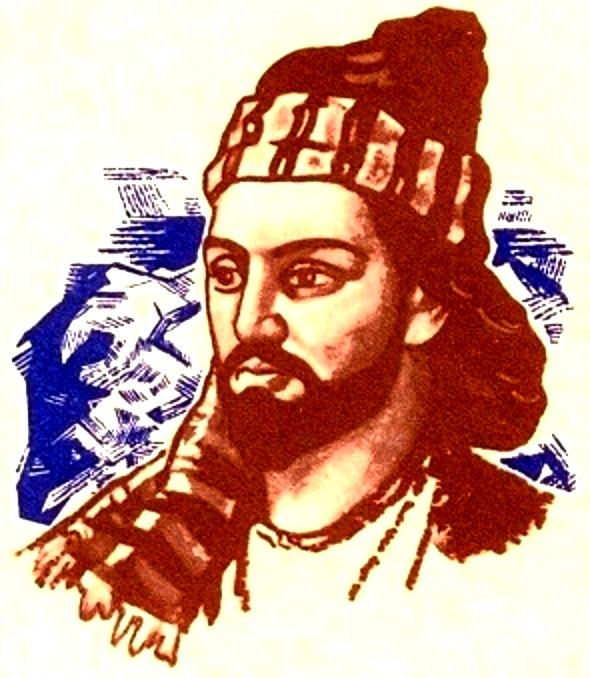
Молла Панах Вагиф

С Шушой связаны жизнь и творчество выдающегося азербайджанского поэта и государственного деятеля Молла Панах Вагифа. Переехав в Шушу в возрасте 42 лет, он вначале преподавал в собственной школе, а затем по приглашению Ибрагим Халил-хана поселился в ханском дворце, где сначала был назначен на должность дворецкого, а затем — главного везиря. Известен эпизод стихотворной переписки Вагифа с Ага Мохаммед шахом Каджаром, осаждавшим Шушу в 1795 году. В стихотворном послании шах использовал игру слов («Шуша» переводится как «стекло»):
Безумец! Град камней летит с небес,

А ты в стеклянных стенах ждёшь чудес.
На что Вагиф ответил:

Меня стеклом создатель окружил,

Но в крепкий камень он стекло вложил.
Ответ привёл шаха в ярость, но спустя какое-то время иранским войскам пришлось снять осаду и покинуть Карабах.
Находясь на посту визиря, Вагиф принимал участие в строительстве многих архитектурных объектов в Шуше, был руководителем всех работ, связанных как с личными постройками хана и его детей, так и с возведением городской стены. По сообщению А. Берже: «Вагиф был особенно известен как опытный инженер. Ханский дворец в Шуше, жилые здания и крепостные стены были построены им».
В 1797 году Маммед-бек Джеваншир — племянник Ибрагим Халил-хана — казнил Вагифа. Дом поэта был разорён, рукописи уничтожены. Долгое время могила поэта была местом поклонения. В январе 1982 года здесь был открыт мавзолей (арх. А. Саламзаде и Э. Кануков, скульптор А. Мустафаев). С 1982 года в Шуше традиционно проводились «Дни поэзии Вагифа». Во время Первой карабахской войны мавзолей был частично повреждён.

### Армянская литература

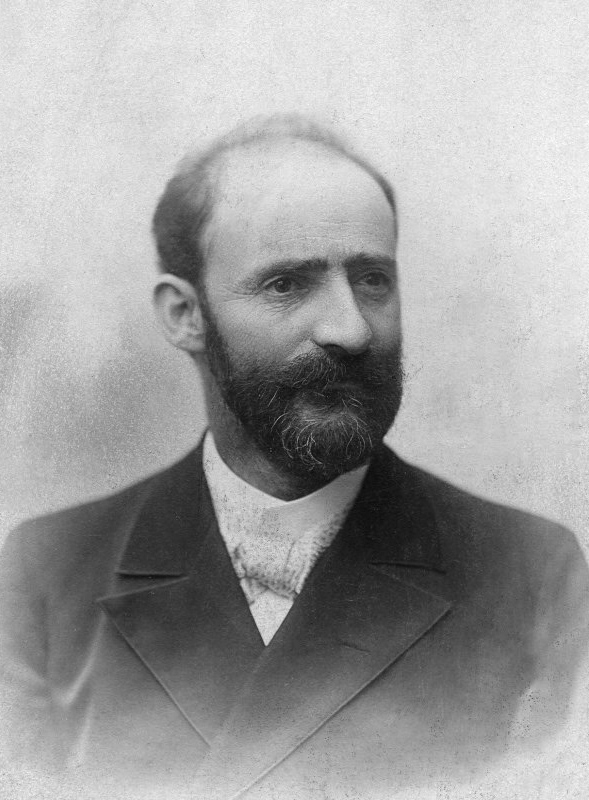
Мурацан (Григор Тер-Иованнисян) — классик армянской литературы, автор исторических романов, рассказов и пьес.

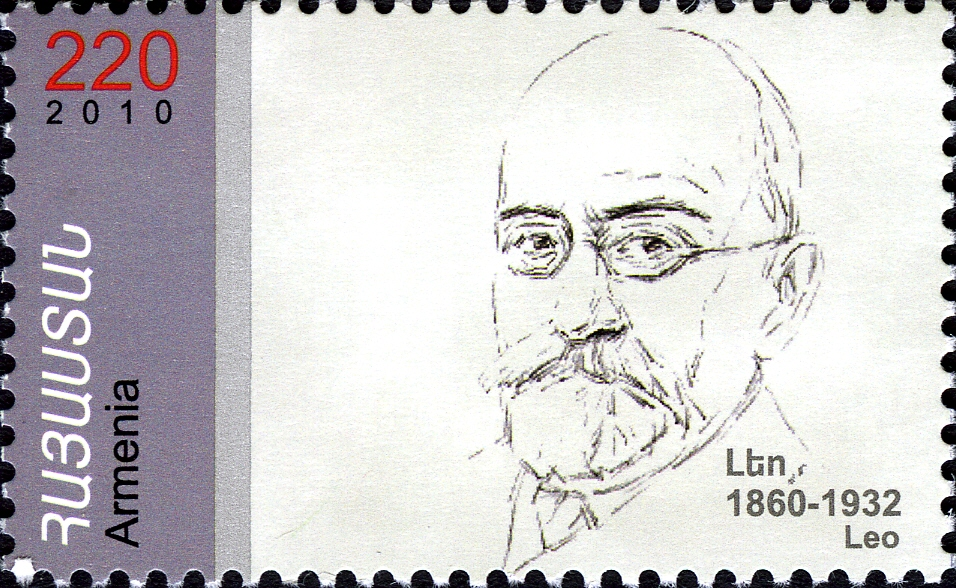
Лео — армянский историк, писатель, публицист. Почтовая марка Армении, приуроченная к 150-летию со дня рождения деятеля культуры

## Театральное искусство

Центральная часть города Шуша. На переднем плане театр Мкртича Хандамирова (Хандамиряна), построенный в 1891 году — первое здание театра в городе, в стенах которого протекала основная театральная жизнь Шуши

### Школы и училища

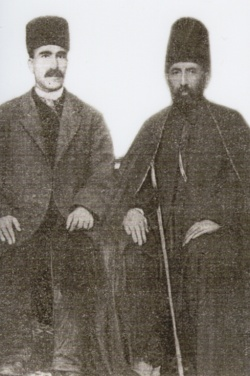
Уроженцы города: преподаватель Шушинского азербайджанского училища Гасан-Али-хан Гарадаги (слева) и инициатор создания в Шуше школ «усули-джедид» с новым методом обучения Мир Мохсун Навваб

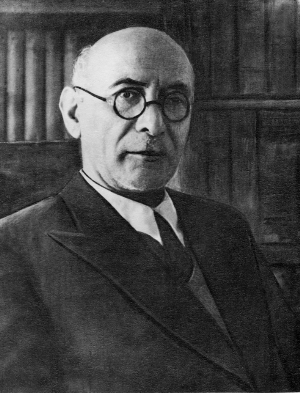
Академик Рачья Ачарян — крупнейший армянский лингвист. Преподаватель Шушинской Епархиальной школы.

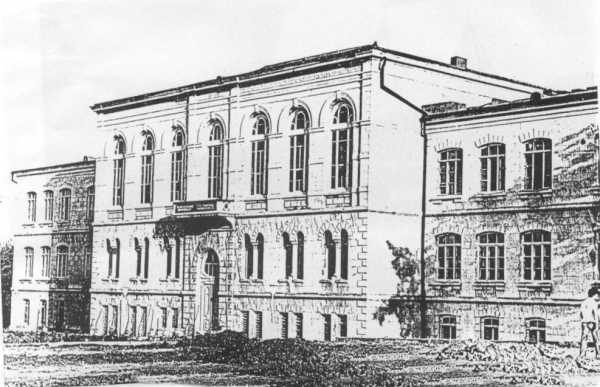
Реальное училище в Шуше

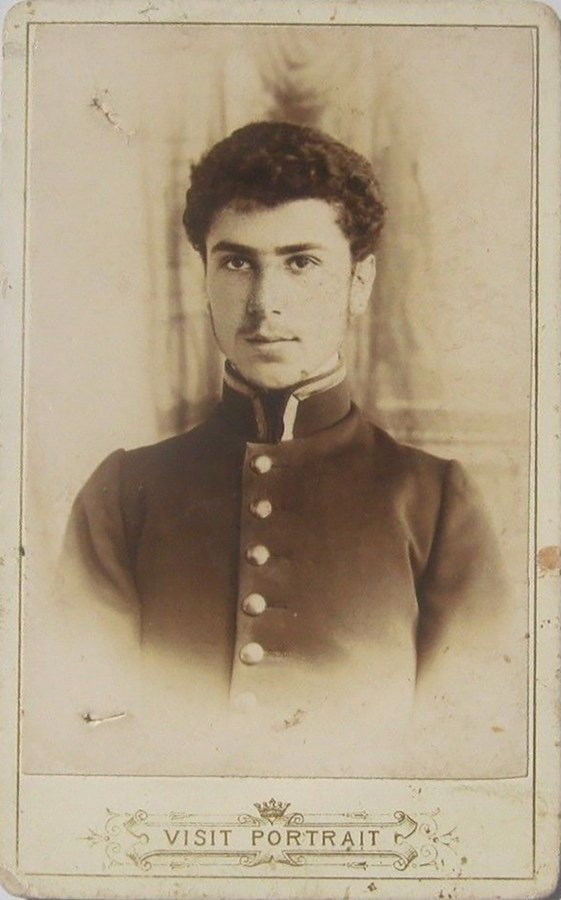
Директор Реального училища Шуши Тер-Аствацатурян

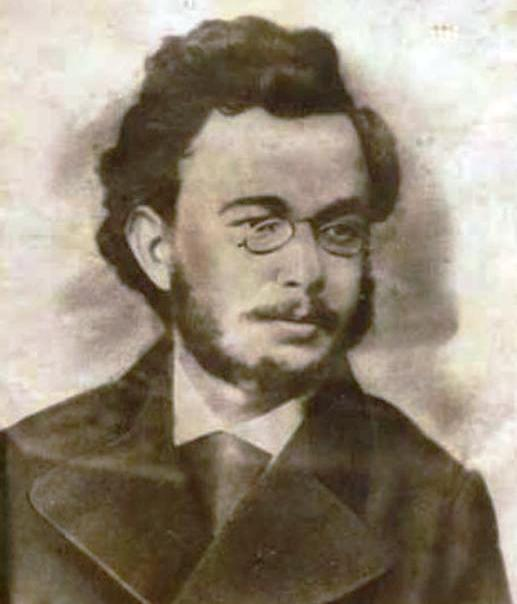
Азербайджанский врач и общественный деятель, уроженец города, Керим-бек Мехмандаров — инициатор создания в Шуше первой русско-мусульманской женской школы

### Типографии

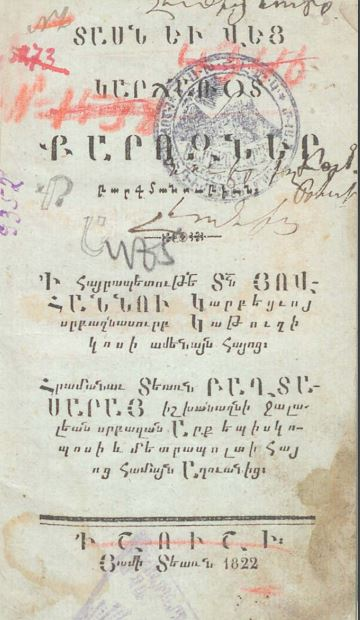
Шестнадцать кратких проповедей, 1822 год

## Изобразительное искусство

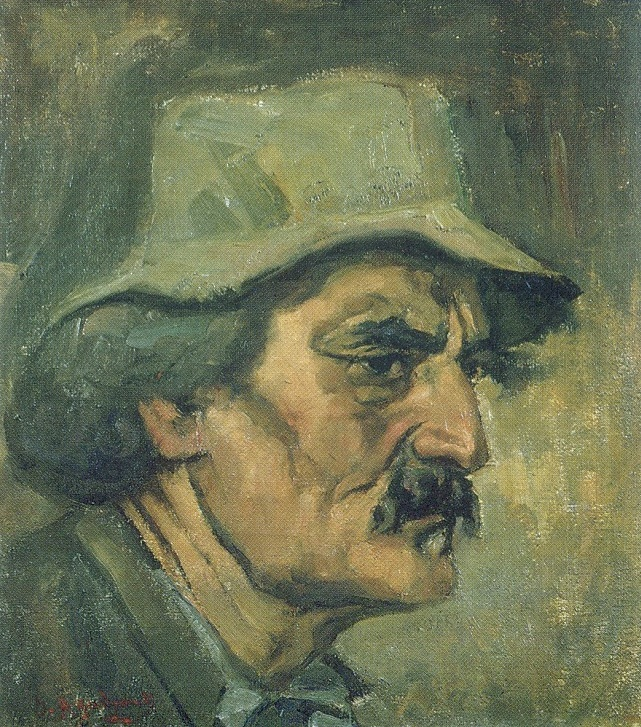
Армянский художник Степан Агаджанян

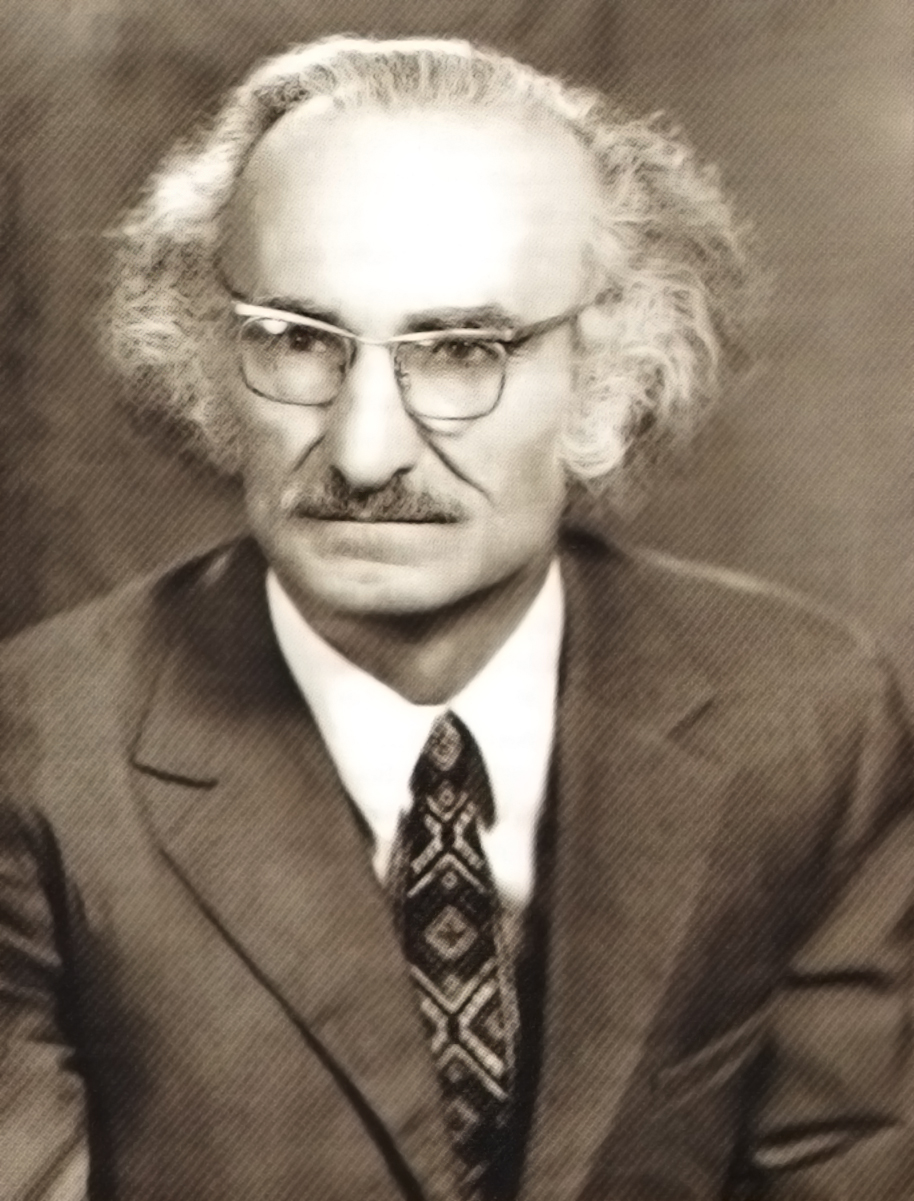
Азербайджанский ковроткач Лятиф Керимов

## Музеи

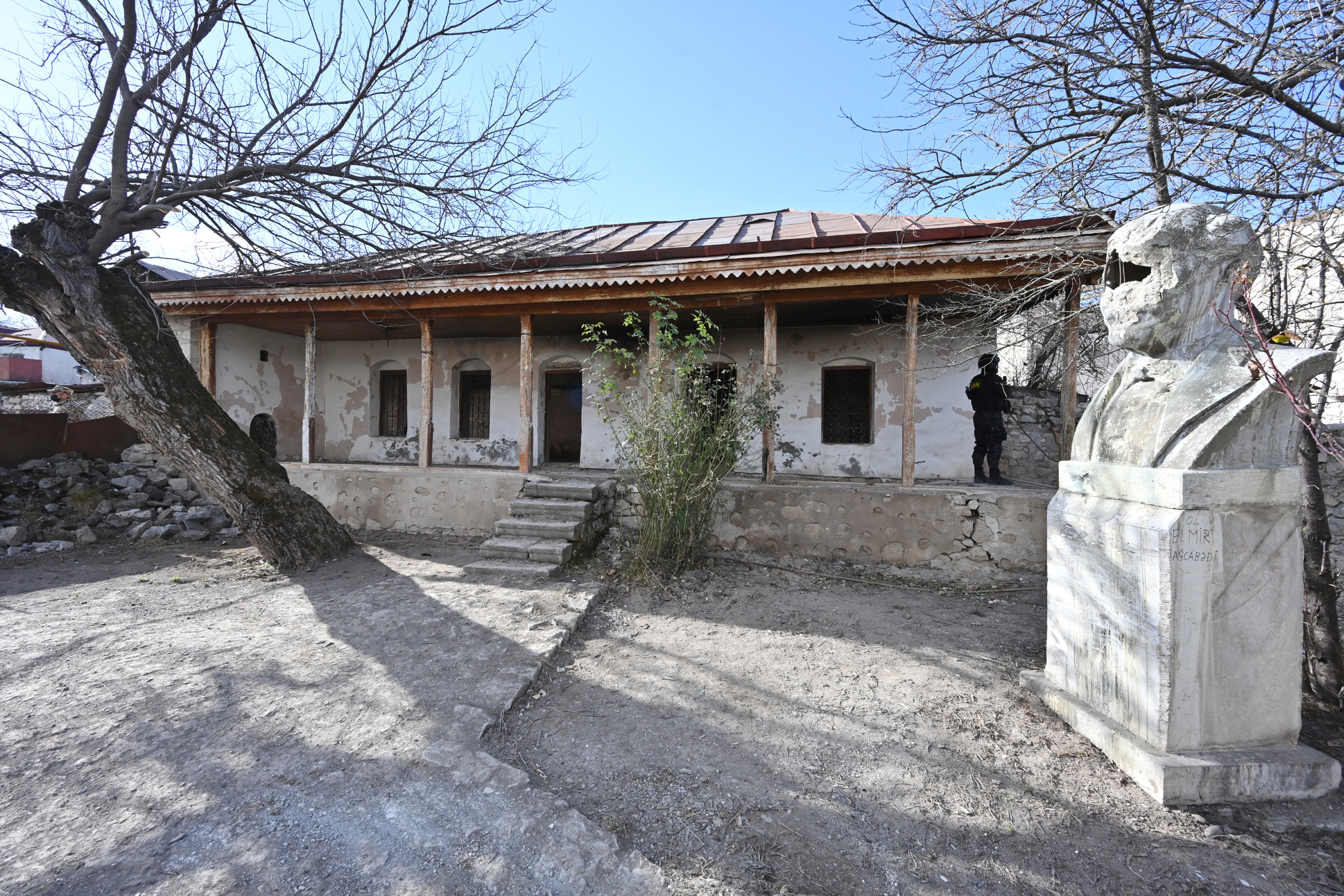
Дом-музей и бюст певца Бюльбюля, долгие годы после Первой карабахской войны находившиеся в полуразрушенном состоянии

## Архитектура города

### Шушинская крепость

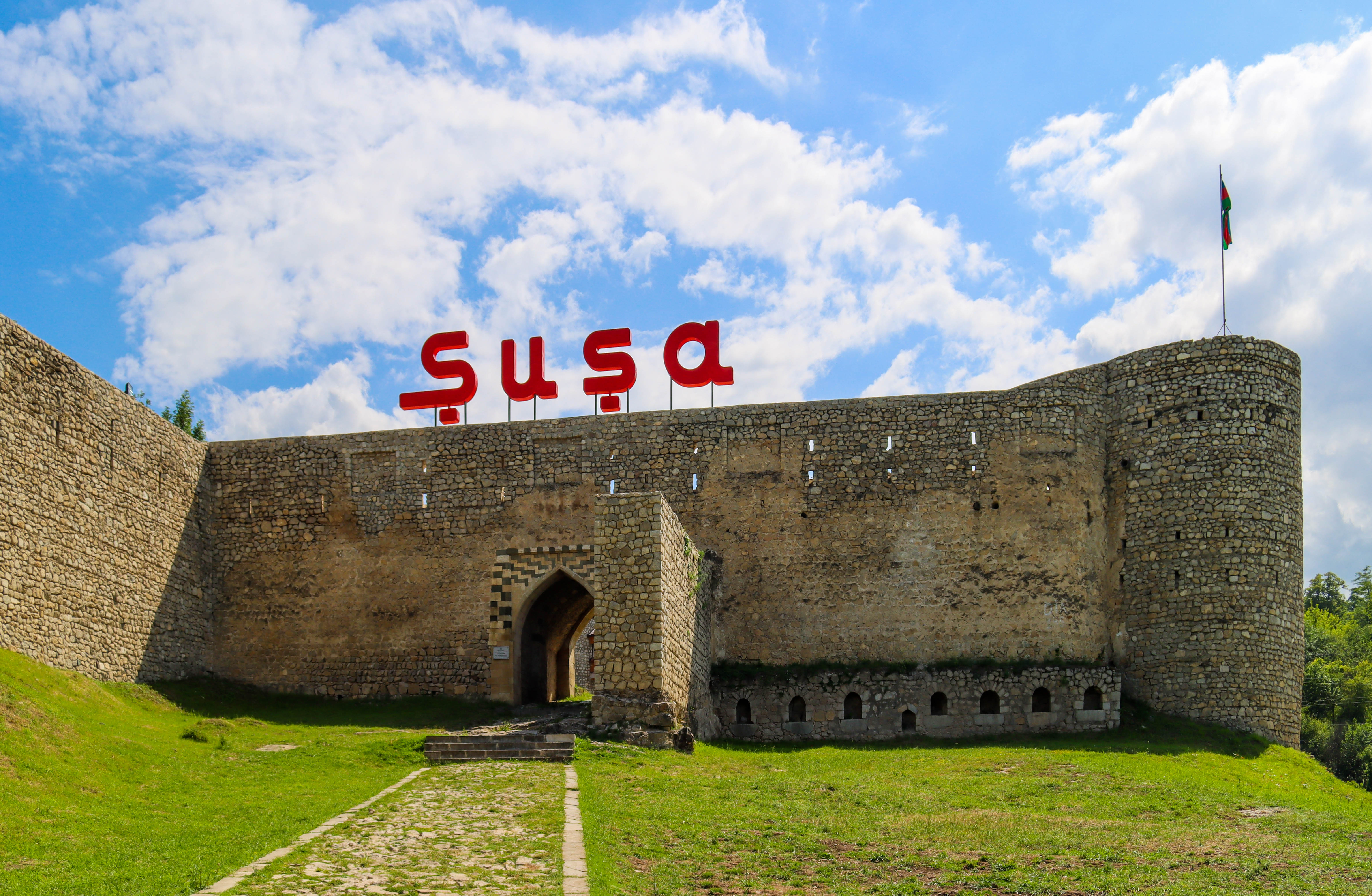
Шушинская крепость и её Гянджинские ворота в 2024 году

Крепость была построена в 1751 году Панах-Али ханом совместно с Мелик-Шахназаром — союзником из числа местных армянских князей, который первым из армянских меликов признал власть Панах-Али хана и предложил ему место для крепости.
Город назывался Панахабад в честь своего основателя и Шуша по имени близлежащего армянского селения Шош (Шушикент), часть жителей которого была переселена в новый город вместе с жителями Шах-булага и нескольких других деревень. По словам Мирзы Джамала, до основания города на этом месте «не было никаких жилищ. Это место было пашней и пастбищем, принадлежавшими жителям Шушикенда, расположенного в шести верстах восточнее крепости».
Высота стен крепости, укреплённых круглыми башнями, составляет 7-8 метров. Длина стен составляла чуть менее 3 километра. С других сторон крепость защищали отвесные скалы. Разветвлённая сеть подземных лабиринтов имела потайные выходы из крепости.

### Архитектура азербайджанской части Шуши

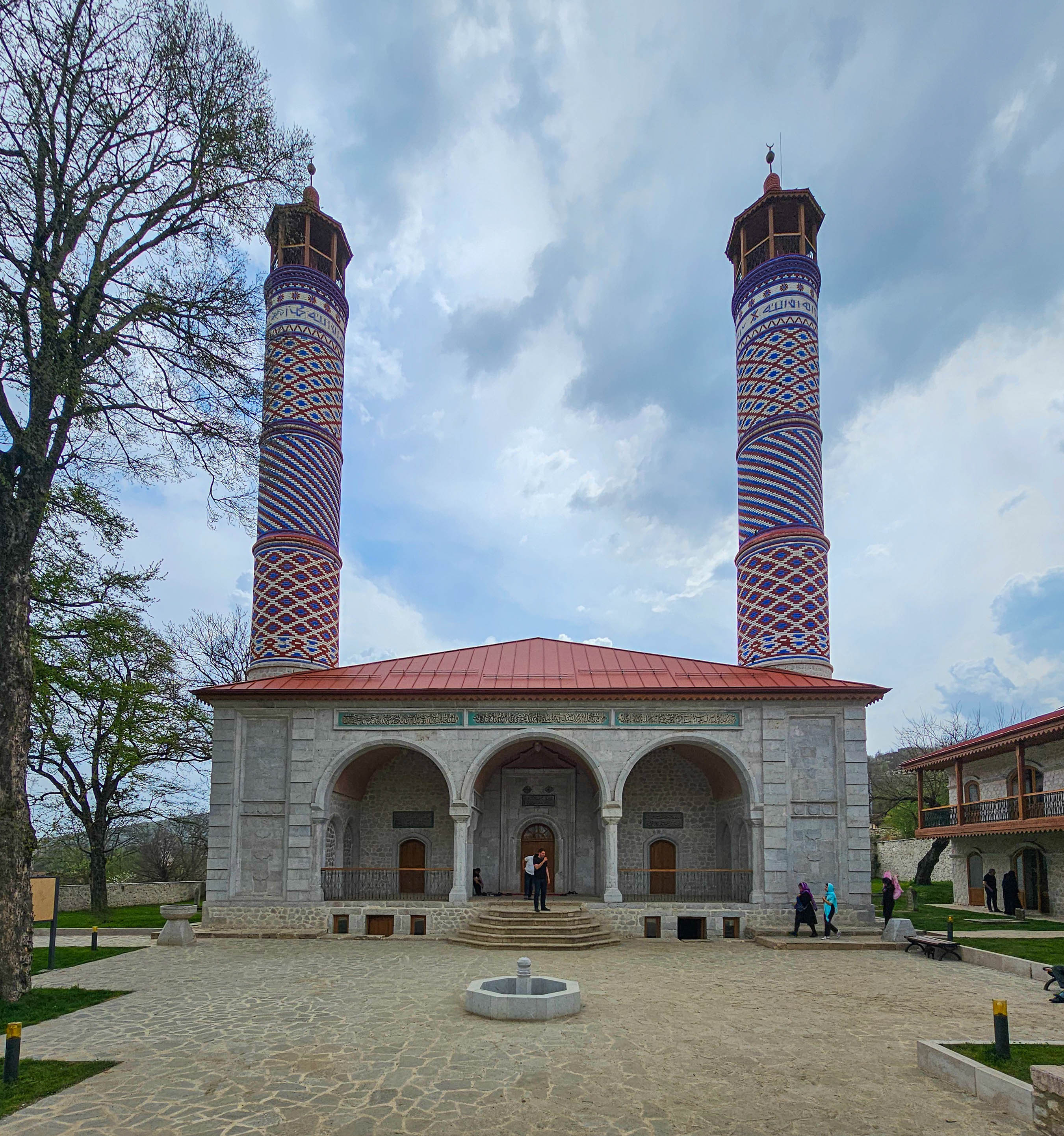
Верхняя мечеть Гевхар-аги в 2023 году

Город делился на 2 части: армянскую (Верхний и центральный город) и мусульманскую (Нижний город). Город со всех сторон окружали четыре армянских, одно русское и одно мусульманское кладбища XVIII—XIX веков.
Нижний город занимал восточную, более старую, часть Шуши. Мусульманская часть города, в котором проживали азербайджанцы, делилась на 17 кварталов. В каждом квартале имелись мечеть, баня, медресе и родник. Границы этих крупных кварталов—мехелле носили сугубо условный характер. Из 17 восточных кварталов Шуши девять именовались Нижними (Ашагы мехелле) — Гурдлар, Сеидли, Джульфалар, Гуюлуг, Чухур, Дердлер гурду, Гаджи Юсифли, Дерд чинар, Чел гала или Джугудлар, восемь — Верхними (Юхары мехелле) — Мердинли, Саатлы, Кечарли, Мамаи, Ходжа Мирджанлы, Демирчи, Хамам габагы и Таза. Для этой части города была характера своеобразная планировочная структура и архитектурный облик домов, которые своей художественной выразительностью повлияли на формирование архитектуры западной части города.

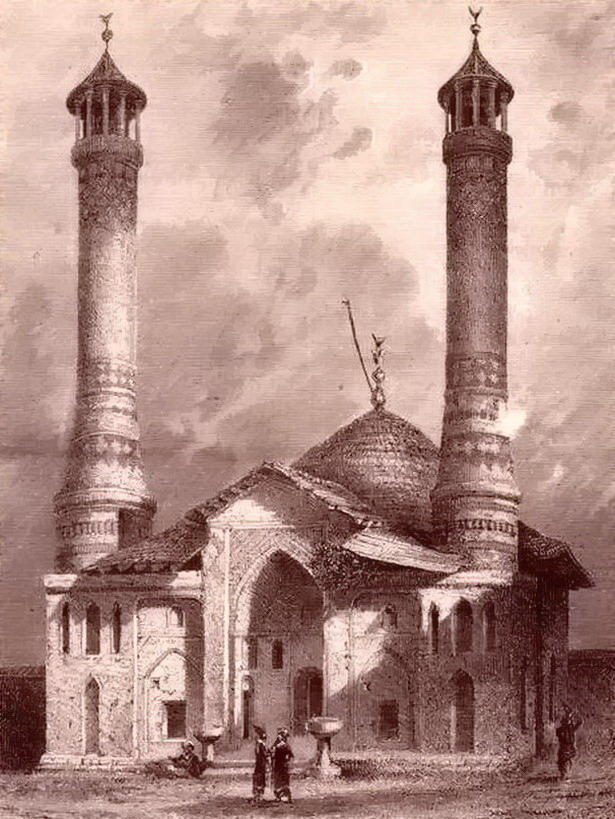
«Мечеть в Шуше» (Рисунок Клерже по зарисовке В. Верещагина, 1865)

Старейшим кварталом города был Чухур (Яма), название которого, по мнению старожилов, отражало топографию местности, в которой он был расположен. Название квартала Демирчи (Кузнечный) было связано с основным занятием его жителей. В квартале Гуюлуг (Колодезный) в каждом дворе имелись колодцы. Название же квартала Саатлы Ю. В. Чеменземинли объясняет тем обстоятельством, что его основал Молла Панах Вагиф, вместе с которым в Шушу переселились 17 семей из рода Саатлы. В названии квартала Таза (Новый) отразился один из этапов освоения незаселённой городской территории. Названия других кварталов определялись их местоположением: Чел гала (у края крепости), Хамам габагы (Перед баней), где была расположена одна из первых бань Шуши — баня Абдул Самед-бека. Часть же кварталов именовалась по названиям селений, откуда прибыли переселенцы, — Гурдлар, Сеидли, Джульфалар, Мердинли.
Одной из главных и старейших улиц города, выполнявшей одновременно роль «длинного центра», была улица Ашагы базар, которая вплоть до первой трети XIX века являлась композиционно-планировочной основой градостроительной структуры Шуши. В отличие от остальных улиц, Ашагы базар была единственной чётко спланированной торговой магистралью, на всём своём протяжении по обе стороны застроенной торговыми рядами. Здесь также располагались караван-сараи и бани, в том числе баня Угурлу-бека. Другая торговая магистраль — Раста базар — проходила через площадь Мейдан и караван-сарай Гаджи Амираслана и продолжалась на юг, где именовалась Шейтан базар.

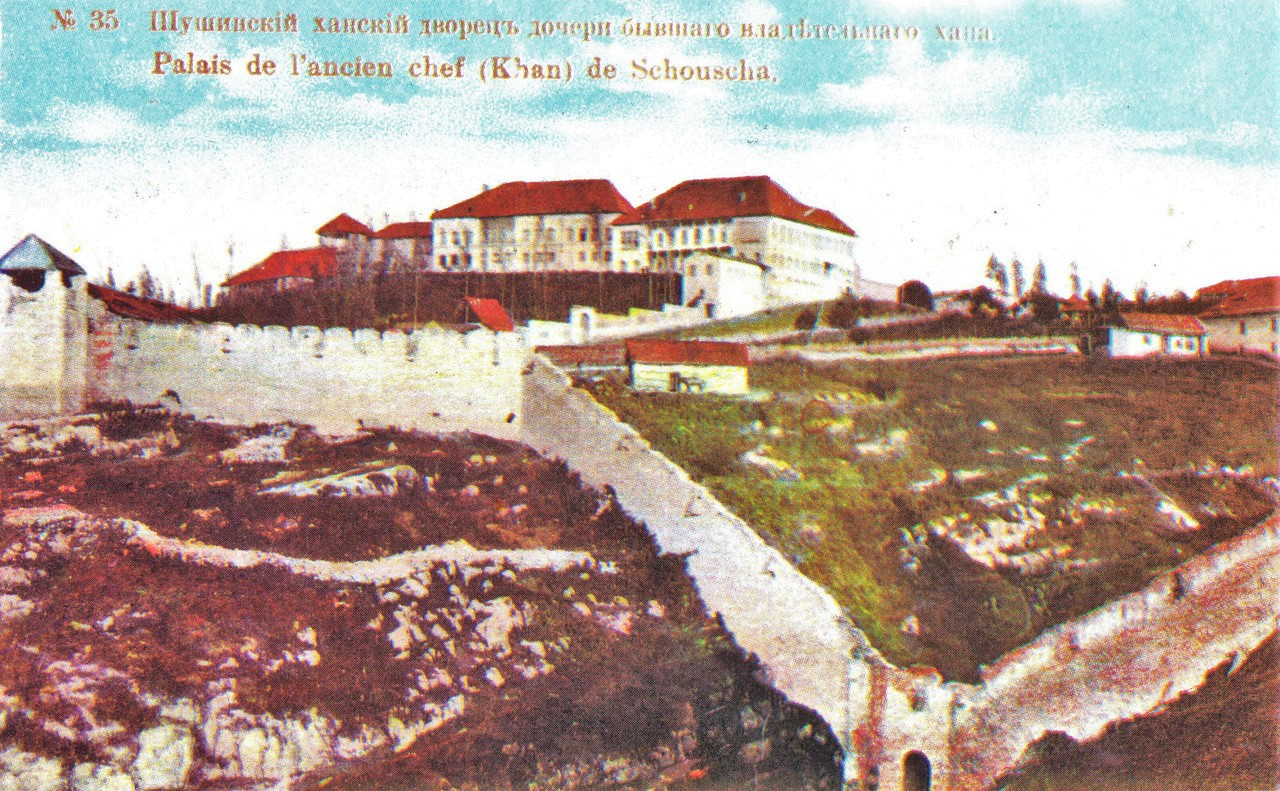
Дворец дочери хана в Шуше

Историк Карабаха Мир Мехти Хазани писал, что Панах-хан в Шуше воздвиг себе «дворец наподобие маленькой крепости со стенами и башнями», а рядом со своей резиденцией на холме построил «красивый дворец» старшему сыну Ибрагим-хану.
В конце XIX века в Шуше имелось 10 караван-сараев. Известны названия ряда из них: «Хаджи Аббаса», «Катырчи Мурада», «Мирсиаб оглы», «Шейтан базар», «Ханлыг Мухтара». Самым примечательным, по мнению исследователей, был сохранившийся до второй половины XX века караван-сарай Мешади Шукюра Мирсияб оглы, построенный в 80-х годах XIX века. В середине XIX века был построен караван-сарай на юге площади Базар баши между улицами Раста-базар и улицей квартала Саатлы.
В 1769 году в Шуше по распоряжению Ибрагим Халил-хана была построена Верхняя мечеть Гевхар-аги, которая, как отмечает А. Т. Салимова, имеет присущую мечетям карабахского региона организацию внутреннего пространства — членение каменными колоннами на двухэтажные галереи и использование купольного перекрытия. В 1885 году её достроил азербайджанский архитектор Кербалаи Сефихан Карабаги. Он же в 1875 году по велению Гевхар-аги, дочери Ибрагим Халил-хана, построил в Шуше Нижнюю мечеть Гевхар-аги. По проектам Карабаги строились также мечети за пределами Шуши — в Барде (1860), Агдаме (1868—1870), Физули (1889) и в селении Горадиз.

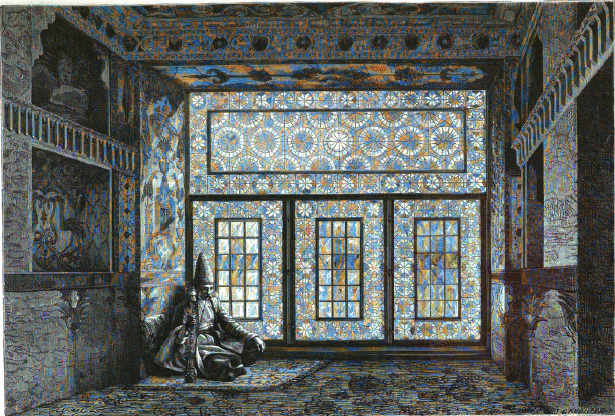
«Зал в доме татарина в Шуше» (Рисунок Клерже по зарисовке В. Верещагина, 1865)

Квартальные мечети города делились на два типа. Первый — объёмно-пространственный тип, представленный эйваном с широкими арками, которые составляли с молитвенным залом органическое целое. Такие мечети были построены в кварталах Мердинли, Гуюлуг, Ходжа Мирджанлы, Кечарли. Второй тип мечетей (мечети Чёл гала, Сеидли, Джульфалар, Саатлы, Мамаи) имел плоское решение фасада с асимметричным входом.
В нижней части крепости находилась площадь, которая так и называлась — Ашагы мейдан (Нижняя площадь). В отличие от остальных площадей города, она имела земляное покрытие и не была вымощена, из-за чего в народе она была больше известна как Торпаг мейданы (Земляная площадь).

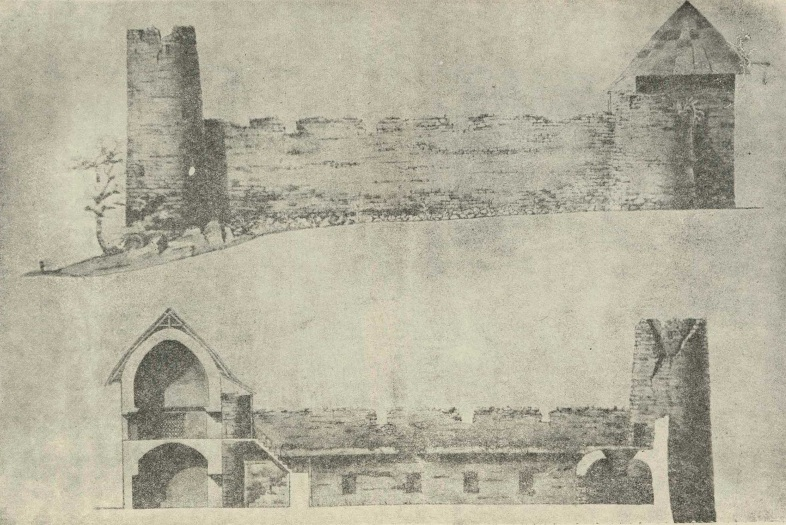
Замок Кара Беюк-ханым в Шуше

В 1873 году на средства азербайджанской поэтессы «Хуршидбану Натаван в Шуше был построен первый водопровод, который был известен как Хан-гызы булагы», что в переводе с азербайджанского означает «Родник ханской дочери».
Большинство из сохранившихся ко второй половине XX века 72 памятников архитектуры Шуши было построено в XIX веке зодчим Кербалаи Сефиханом, орнаментировано Кербалаи Сафарали и украшено рисунками Уста Гамбара Карабаги. К таким памятникам относятся жилые дома Хуршидбану Натаван, Говхар, Бахмана Мирзы, Гаджи Гуллара, Угурлу-бека, Мехмандарова, Гаджи Дадаша, Гаджи Башира, Мирзалы-бека и других, мечети, бани, водоразборные колонки, имеющие историческое значение, и пр.
К наиболее значимым объектам азербайджанской части города можно отнести дворец карабахских ханов на северной окраине, замок Ибрагим-хана и его дочери на южной окраине, построенный Хуршидбану Натаван в 1872 году дворец, 3 мечети и 12 мусульманских молитвенных домов, 4 караван-сарая, дом Натаван, дом Мехмандарова, дом Угурлу-бека и дворец Гаджи Гулулар и др. К 1970-м годам в юго-восточной части города сохранились два замка — замок Кара Беюк-ханым и замок Панах-хана, стоявший у края обрыва.

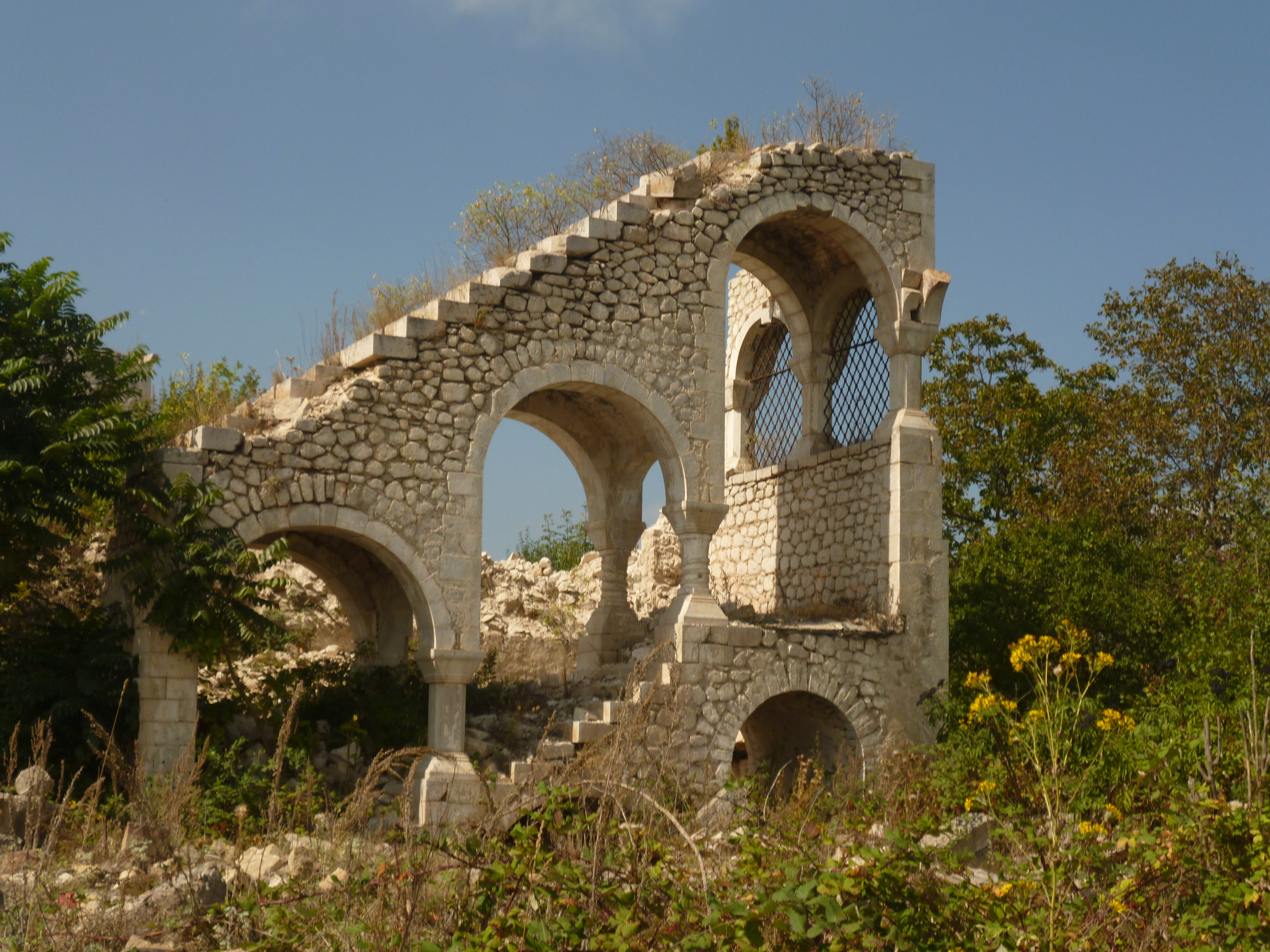
Руины особняка Дворец Гаджи Гулулар (2013 г.)
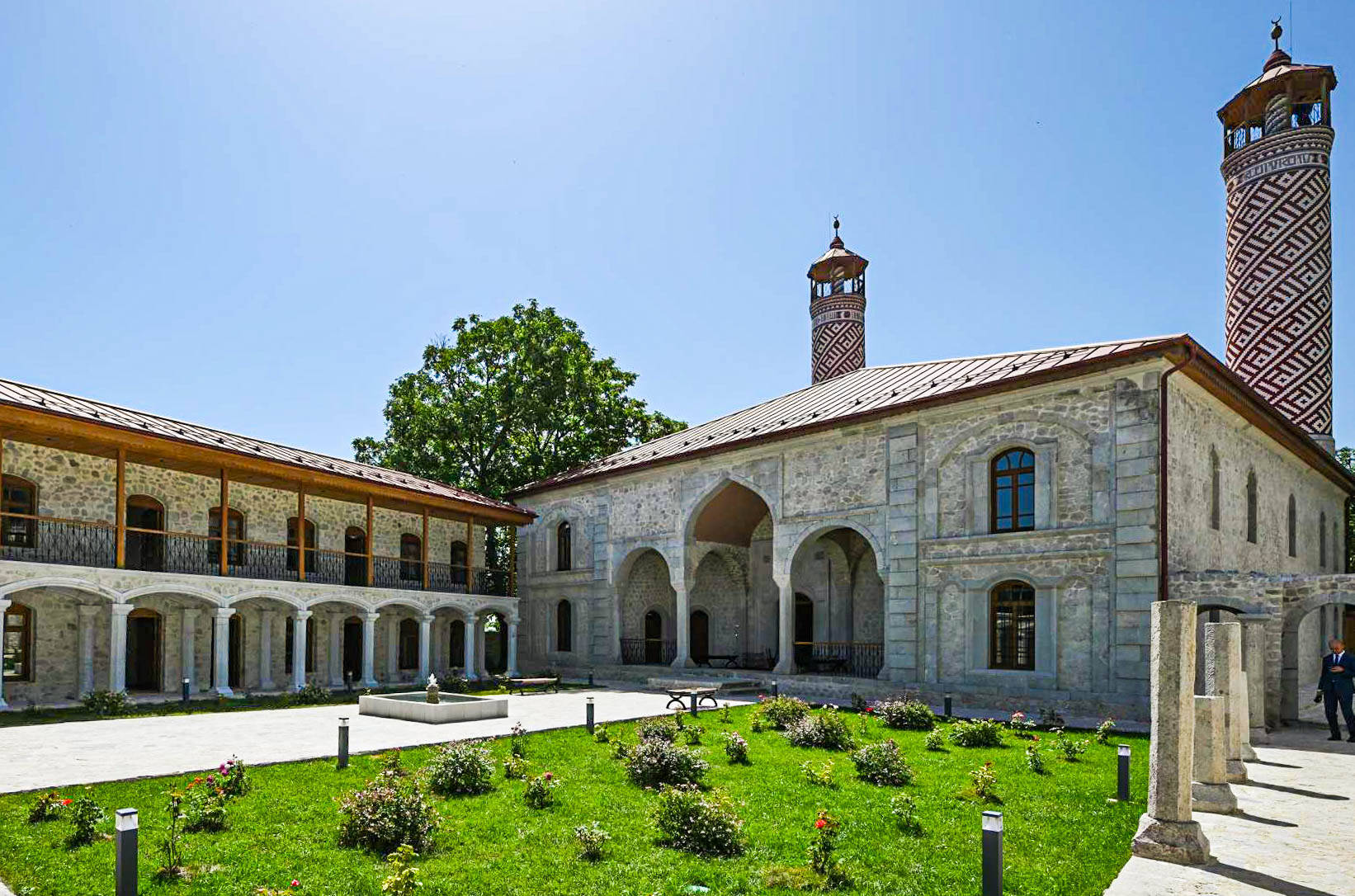
Нижняя мечеть Гевхар-аги (2005 г.)
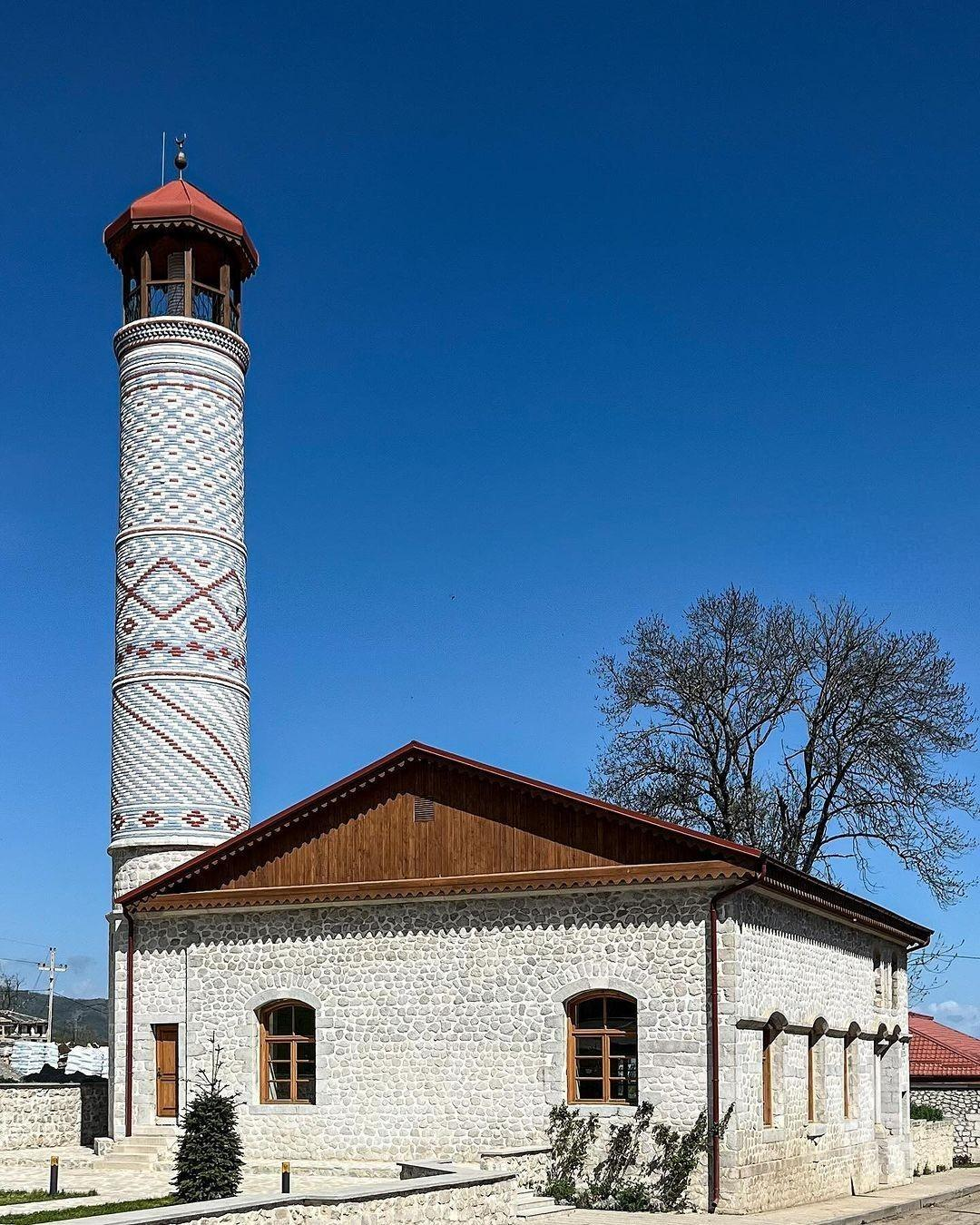
Мечеть Саатлы (2024 г.)
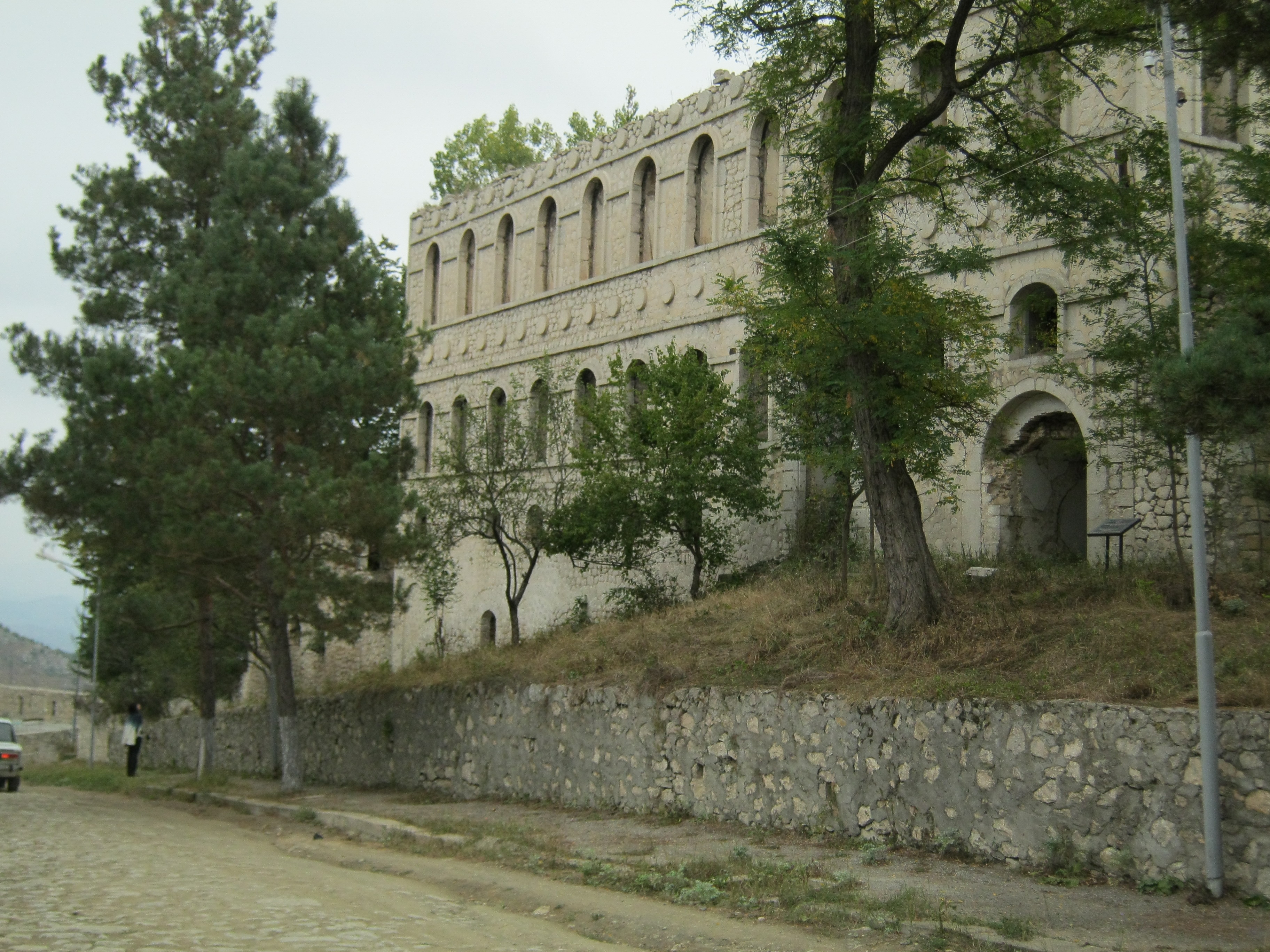
Руины дома Хуршидбану Натаван (2013 г.)
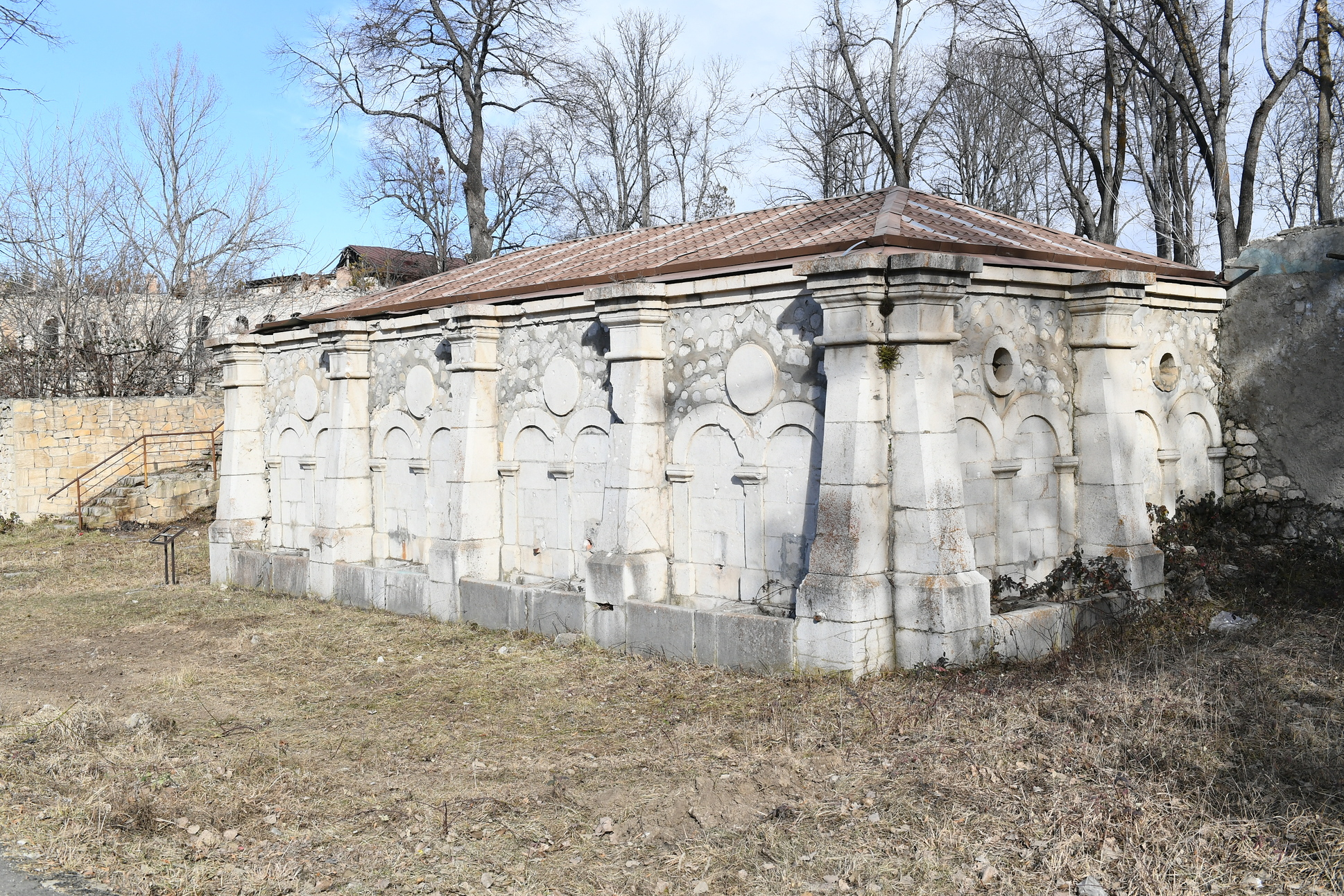
Родник, построенный Х. Натаван в 1873 г.
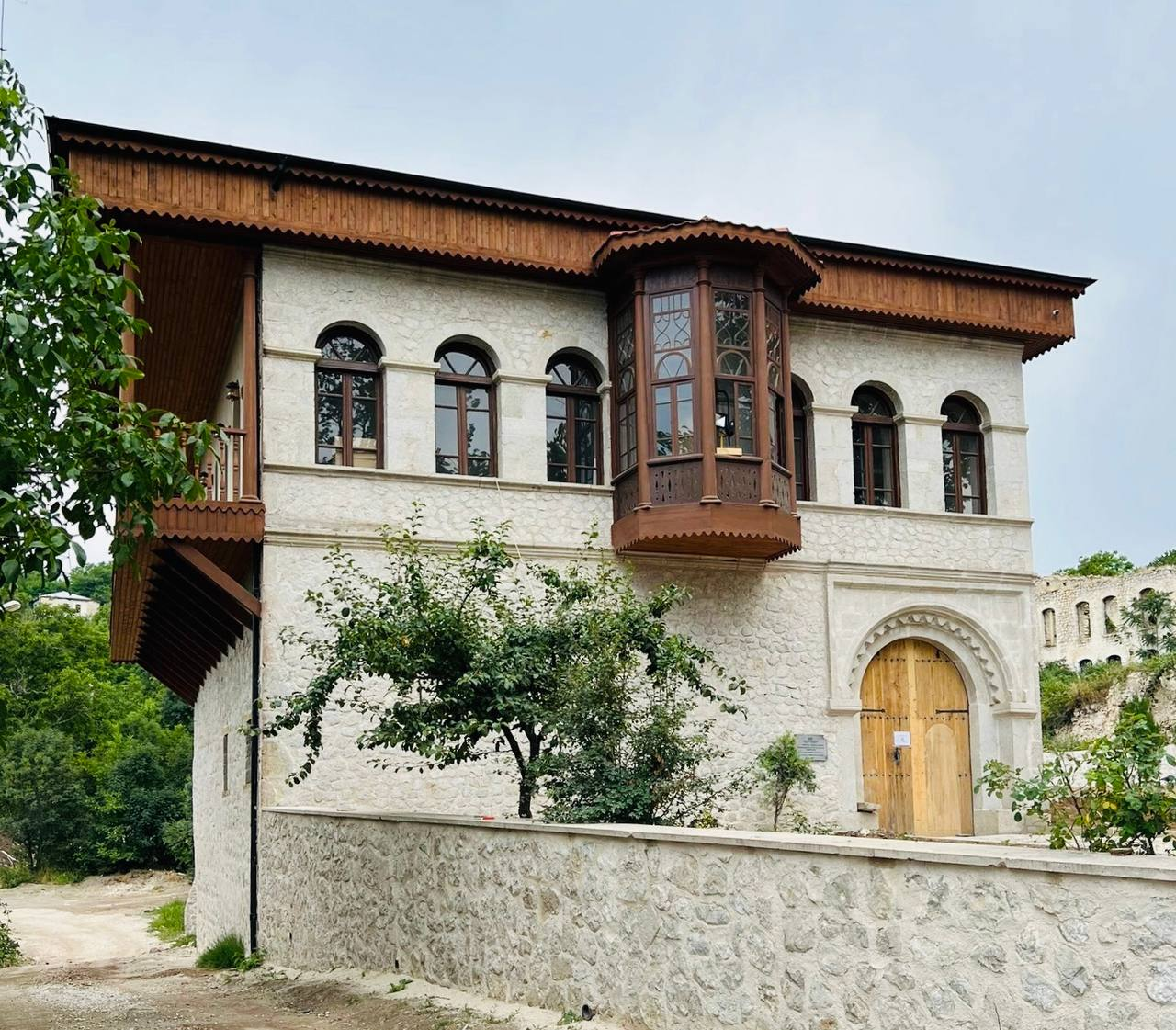
Дом Мехмандаровых (построен в XIX веке)
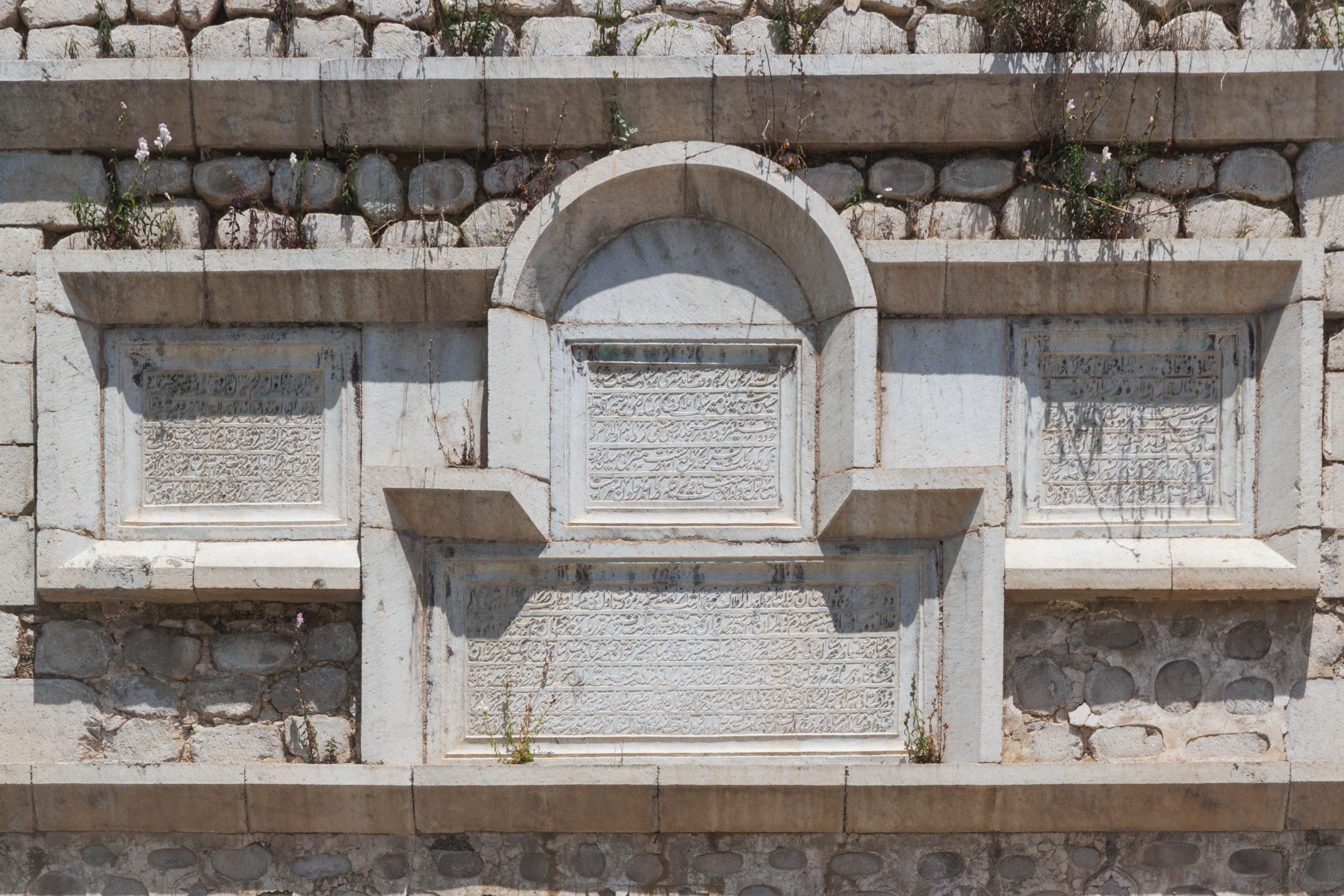
Надпись на стене караван-сарая Ага Кахрамана Мирсияба
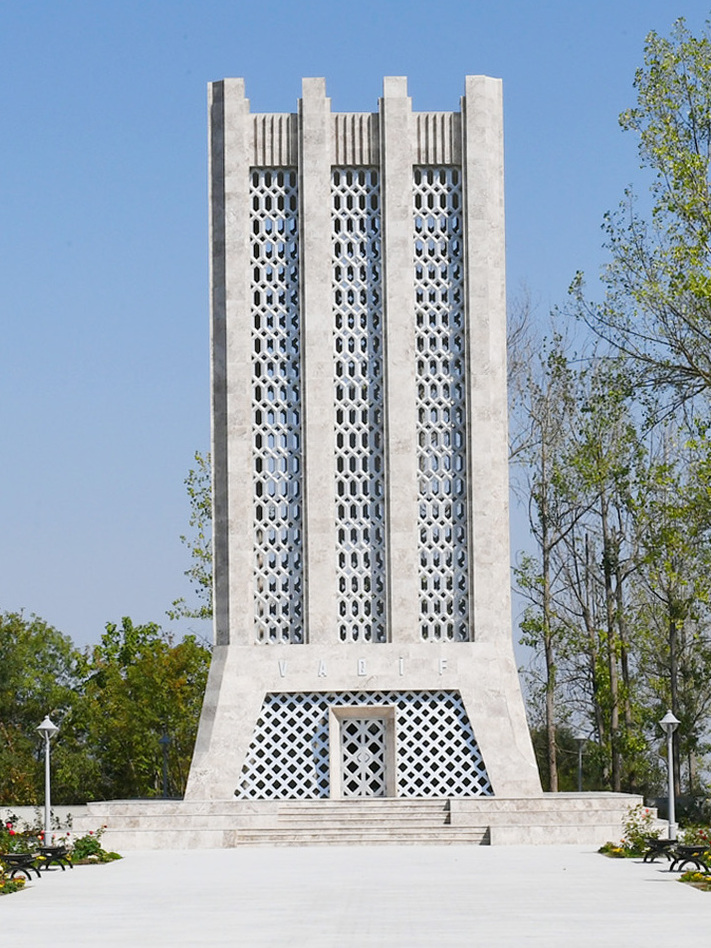
Мавзолей Вагифа (2021 г.)

### Архитектура армянской части Шуши

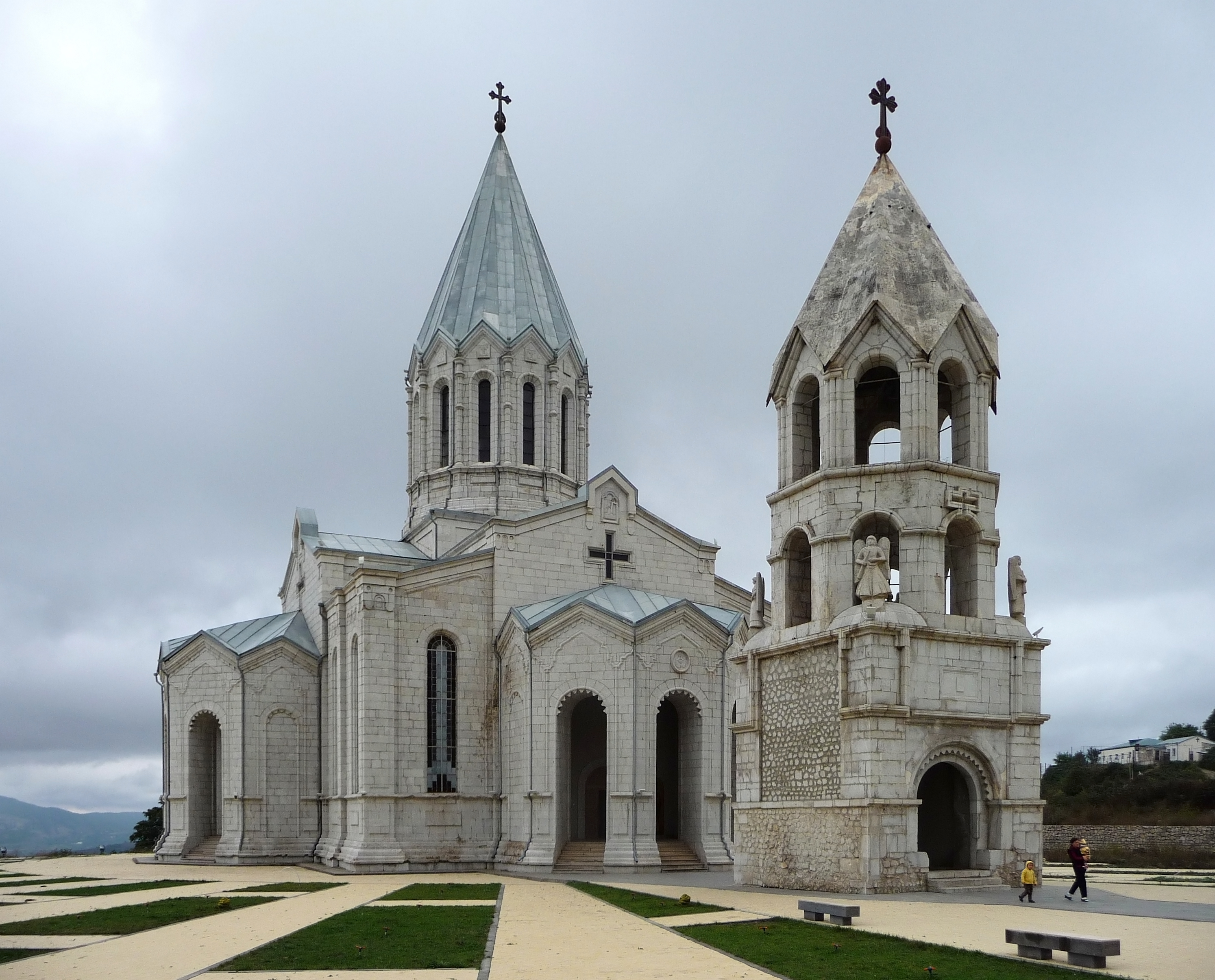
Кафедральный Собор Христа Всеспасителя (Казанчецо́ц)

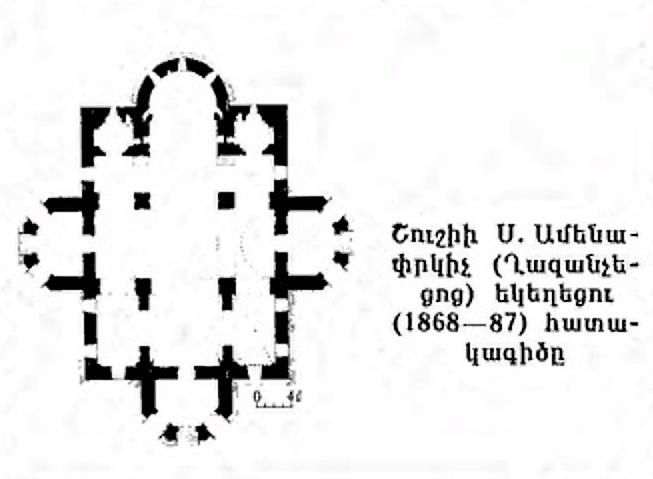
План церкви Казанчецоц (1868—1887) в Шуше

Армянские кварталы занимали верхнюю и центральную часть города. Верхняя (западная) часть Шушинского плато стала застраиваться после присоединения Карабахского ханства к России в 1805 году. К этому времени Шуша была уже одним из крупнейших городов Закавказья.
Армянская часть делилась на 18 кварталов — Мегрецоц, Агулецоц, Казанчалу и др.
Армянские кварталы были хорошо благоустроены, и их нередко называли «маленьким Парижем». Большинство домов были из белого камня с красными черепичными крышами, выступающими резными балконами, арками, сводами и колоннами. Среди армян были популярны европейские типы городской застройки.
В армянской части города имелось 7 тысяч жилых и административных зданий, в том числе 5 церквей, 1 монастырь, более 300 магазинов, 15 школ, 1 гимназия, 1 училище, 1 театр, 6 библиотек, 16 читальных залов, 23 типографии.
К особо значимым архитектурным объектам можно отнести здание больницы Жамхаряна, водопровод Тадевоса Тамирянца, театр Хандамирова, дом-музей Лео, дом-музей Мурацана и т. д.

Церковь Кана́ч Жам

Одним из наиболее известных архитекторов Шуши был Симон Тер-Акобянц, автор огромного количества зданий в городе, самое значительное из которых — Армянский Апостольской храм Христа Всеспасителя (Казанчецоц) (в 1868—1887 гг.) — самое высокое здание в Шуше, белый купол которого виден с любой точки города.
В городе действовали благотворительные фонды, которые оказывали содействие в реализации архитектурных проектов. Следует отметить братьев Григора, Мирза и Симона Аракелянов (Арафеловых). В 1899 г. на их средства в Шуше были построены городской водопровод и Вери́н-ахпю́р (Верхний родник), построенный в типичной для армянской архитектуры малой форме. Они также построили здание Реального училища.
На средства известного шушинского благотворителя Микаэла Арамянца (1839—1924 гг.) в Шуше были построены три школы в Шуше. В его честь была построена больница, которую называли «больницей Арамянца». Ещё одну больницу на свои средства построил Исаак Жамгарянц (1822—1902 гг.).
Большую роль в застройке Шуши принимал уроженец города, общественный деятель, благотворитель Тадевос Тамирянц (1832—1899 гг.). На свои средства он построил в Шуше 18-км водопровод и головное водохранилище, которые эксплуатировались до 1996 г. Чёрный мраморный обелиск на месте его захоронения сохранялся во дворе церкви Казанчецоц до 1990 г., но был уничтожен во время Карабахской войны.

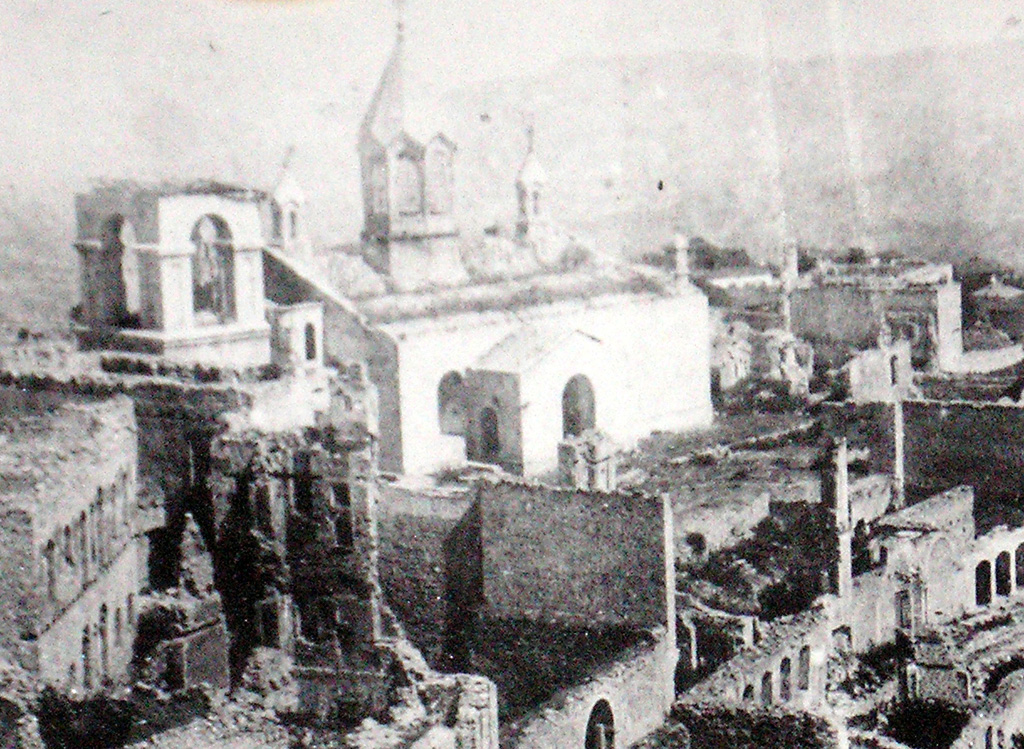
Церковь Агулецо́ц (руины разобраны в 1961 году).

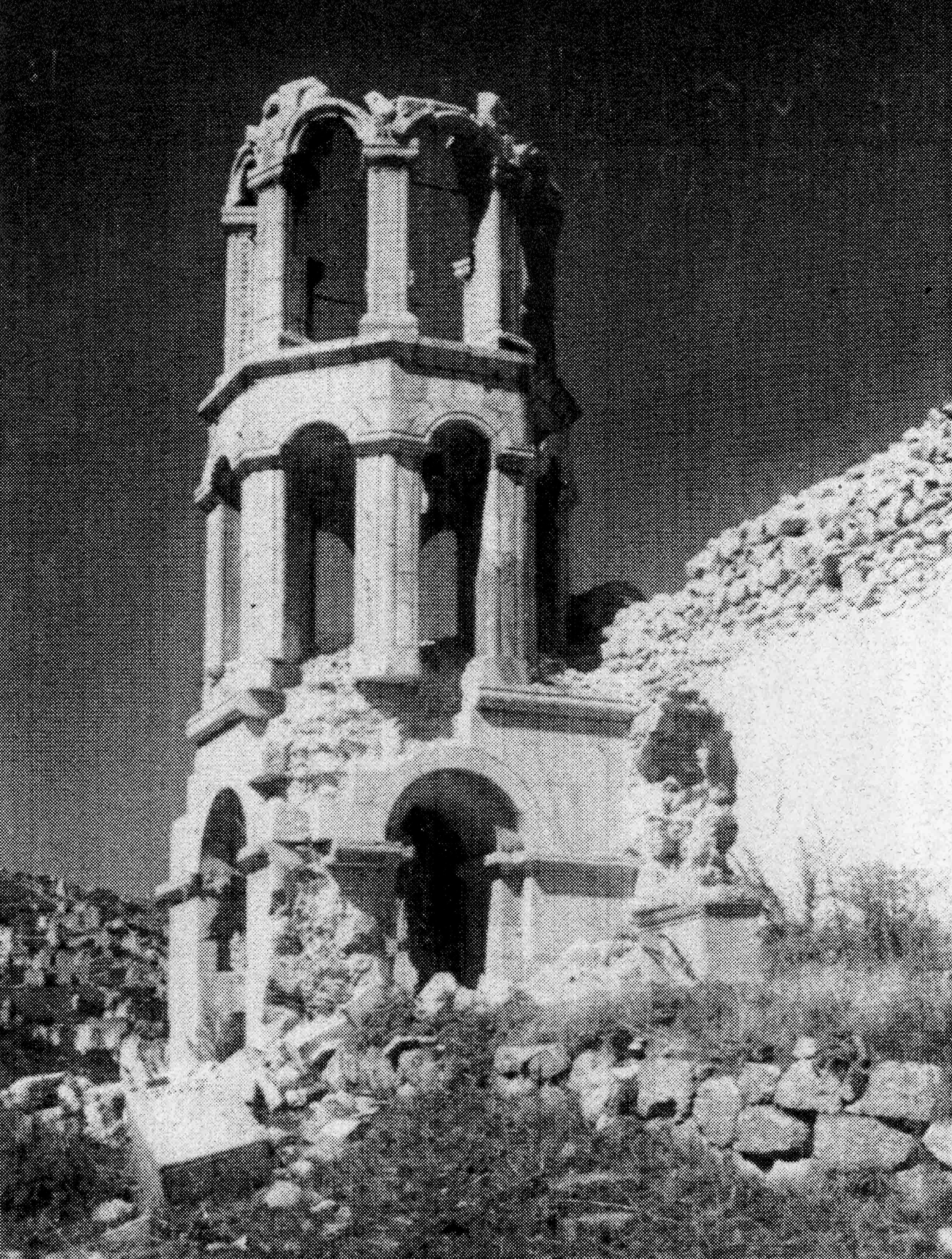
Монастырь Куса́нц (руины разобраны в 1961 году).

Армянская часть города была практически уничтожена в результате резни 1920 года, когда подавляющее большинство армянского населения погибло либо бежало из города. Разрушенные здания так и не были восстановлены. В 1961 году по решению руководства Азербайджана развалины исторических армянских кварталов были расчищены и разобраны.
В 1977 году постановлением Совета министров Азербайджанской ССР Шуша была объявлена городом-заповедником. При этом заповедной была объявлена и восстанавливалась только восточная, азербайджанская часть города, в которой создавались дома-музеи и возводились мавзолеи. Армянские же памятники не вошли в список охраняемых объектов, армянские кладбища и церкви Агулецоц и Мегрецоц были разрушены и использовались в качестве строительных материалов.

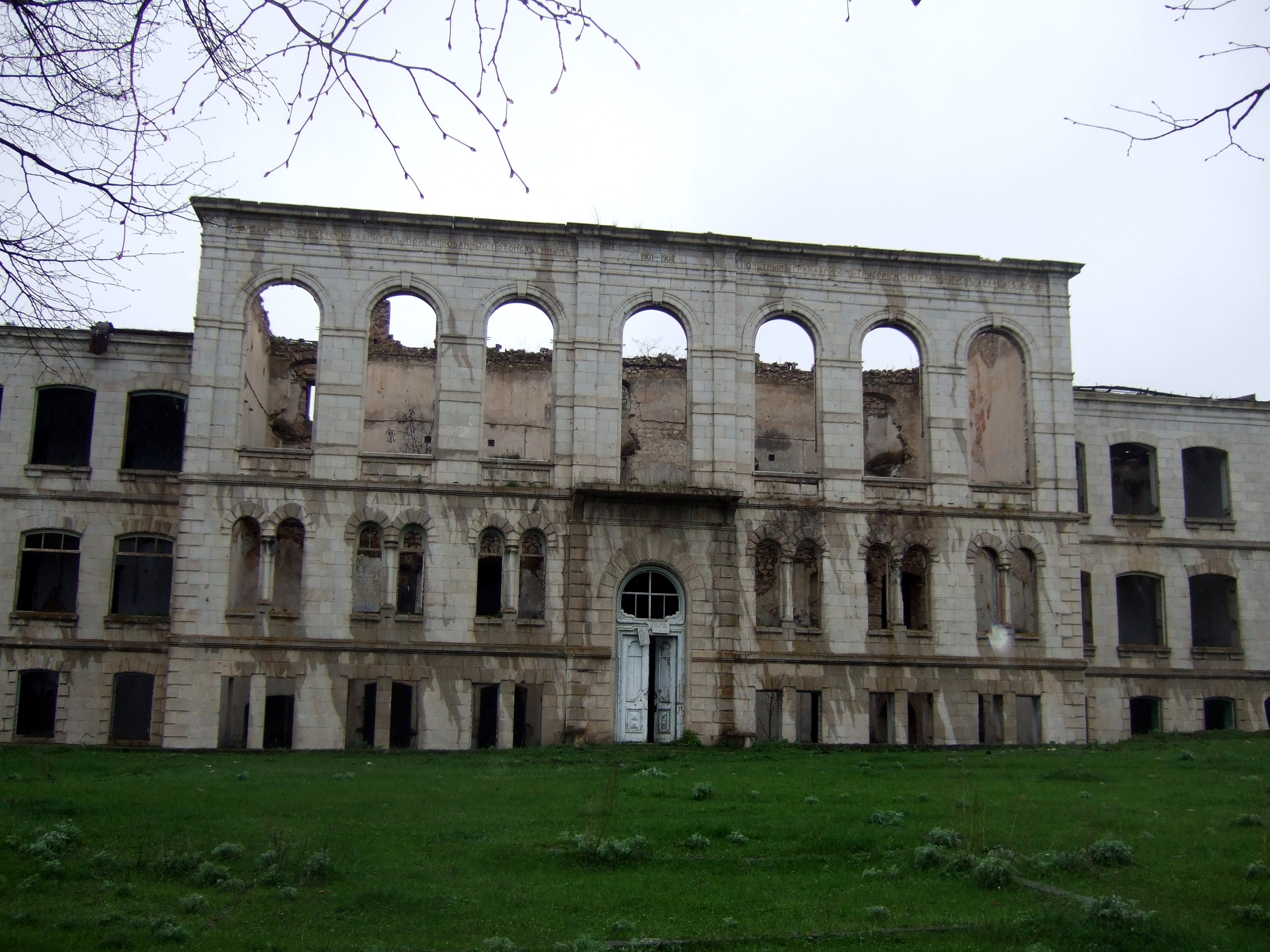
Реальное училище Аракеляна (Арафелова). Современное состояние
Здание Общественного Собрания

## Музыкальное искусство

### Азербайджанское музыкальное искусство
В конце XVIII — начале XIX века сложилась шушинская школа мугамата, состоявшая в разные годы из нескольких творчески индивидуальных школ, во главе которых стояли известные исполнители-мугаматисты (ханенде). Школа эта прославилась не только в Закавказье, но и на всём Ближнем Востоке. Энциклопедия Британника связывает известность города с особой ролью, которую он играл в сохранении и развитии всех жанров этого древнего вида искусства. Мугам, по мнению американского историка Рональда Сюни, наиболее сильно ассоциируется именно с городом Шуша.
Известными исполнителями этого периода, заложившими основы искусства ханенде, были Юсиф Шахсенем оглу, Мирза Гусейн, Караджа Асад, Мирза Исмаил и др.
Во второй половине XIX века в ряде городов Закавказья, таких как Баку, Шуша, Шемаха, стали возникать музыкальные общества — меджлисы. В Шуше их деятельностью в разные периоды руководили Харрат Гулу и Мир Мохсун Навваб.
Музыкальный меджлис Харрата Гулу одновременно являлся и первой музыкальной школой на территории современного Азербайджана, которая сыграла значительную роль в развитии азербайджанской вокальной и инструментальной музыки. Её выпускниками стали известные ханенде — Гаджи Гуси, Мешади Иси, Дели Исмаил, Шахназ Аббас, Бюльбюльджан, Кештазлы Гашым, Джаббар Каръягдыоглы.
|                                                             |  |
| Шушинские таристы Садыхджан (слева) и Мешади Джамиль Амиров |  |

Выпускник школы тарист Садыхджан в 1870-е годы осуществил реконструкцию тара, что привело к увеличению его исполнительских возможностей. Изменения затронули все части инструмента — струны, шейку, корпус. Обновлённый инструмент очень быстро стал популярен в Иранском Азербайджане, Армении, Грузии, несколько позже в Дагестане, Туркменистане, Узбекистане, Таджикистане и Турции.
После смерти в 1883 году Харрата Гулу в Шуше открылась музыкальная школа Кор Халифа. Здесь учащихся обучали исполнению мугама и игре на таре и каманче.
В 1880-е годы Мир Мохсун Навваб совместно с ханенде Гаджи Гуси учредили в Шуше «Меджлис музыкантов». Здесь обсуждались вопросы исполнительства и искусства мугама. В работе меджлиса принимали участие такие известные ханенде и сазенде, как Мешади Джамиль Амиров, Сеид Шушинский, Садыхджан, Ислам Абдуллаев. Многие из ставших позднее известными музыкантов получили начальное образование именно в «Меджлисе музыкантов». Так, у Навваба брал уроки по теории музыки Джамиль Амиров и получил начальное музыкальное образование Ислам Абдуллаев. Кроме литераторов, поэтов и ханенде в меджлисах, организованных Наввабом, принимали участие также и ашуги. Здесь же устраивались «вечера дастанов», в которых участвовали известные ашуги из Гюлаблы — Наджафгулу, Аббасгулу Гамбар и Махаммад.
В 1884 году Навваб завершил свой трактат об азербайджанской музыке «Визухиль-аргам», продолжавший традиции средневековых учёных. В трактате были рассмотрены вопросы происхождения музыки, названия отдельных мугамов, связь стихотворной составляющей с мугамом, взаимосвязь музыки и медицины, а также сведения о музыкальных инструментах, эстетические вопросы, проблемы акустики звука, состава дестгяхов, давалось объяснение цифр в мугаме. В трактате были приведены таблицы, в которых указывались музыкальные термины, высота и регистр мугамов и т. д. Издан «Визухиль-аргам» был лишь тридцатью годами позже, в 1913 году, в бакинской электротипографии братьев Оруджевых.
Во второй половине XIX века под управлением Бюльбюльджана в Шуше был создан ансамбль из семи музыкантов. Позднее, в 1880 году, свой ансамбль, в который вошли самые известные музыканты и певцы того времени, создал Садыхджан. Среди его участников были Гаджи Гуси, Мешади Иси, Джаббар Карьягдыоглы, Дели Исмаил, Ханлыг Шукур, Бюльбюльджан, Кечачи оглы Мухаммед, тарист Тер-Вартанесов, Мешади Зейнал и другие. В ансамбле участвовали и две девушки, исполнявшие азербайджанские, грузинские, армянские танцы, а также танец живота. Выступления ансамбля проходили в концертных залах Шуши, Баку, Гянджи, Ашхабада, Тегерана, Стамбула, Дербента, Владикавказа, на музыкальных собраниях Хуршидбану Натаван, Махмуда-аги, Мешади Мелика, в садах Тифлиса («Муштехид») и Эривана («Хуррем»).

Русский исследователь восточной музыки В. Виноградов пишет в своей книге о Шуше: 
Здесь много музыки; здесь больше, чем в любом из районов Азербайджана, можно услышать народных песен, танцев, певцов, инструменталистов. Шуша с древних пор слывёт музыкальным центром и славится по всему Закавказью как неисчерпаемый родник народных музыкальных талантов. Шушинские музыканты делали историю азербайджанской музыки и представляли её не только у себя на родине, но и в других странах Востока.
Азербайджанский врач Керим-бек Мехмандаров, будучи преподавателем реального училища, организовал ученический оркестр народных инструментов, состоявший из 30 человек и выступавший как в зале самого училища, так в городском зимнем клубе.
В летние периоды со всего Закавказья в Шушу съезжались поэты, драматурги, композиторы, известные артисты и музыканты. Здесь они ставили театральные постановки, участвовали на свадебных церемониях и музыкальных меджлисах. Каждый ханенде со своей музыкальной группой показывал своё умение в меджлисах, устраивавшихся на природе.
Шуша является родиной целой плеяды азербайджанских советских композиторов — Зульфугара Гаджибекова, Закира Багирова, Солтана Гаджибекова, Ашрафа Аббасова, Сулеймана Алескерова, кеманчистов Алескера и Мешади Зейнала, певца Меджида Бейбутова. Уроженцем Шуши также был обладавший сильным голосом с широким диапазоном и высокой тесситурой азербайджанский певец-ханенде Хан Шушинский.
В Шуше прошли детство и юношеские годы Муртуза Мамедова, известного под псевдонимом Бюль-Бюль азербайджанского советского оперного певца, народного артиста СССР. Впервые Бюль-Бюль выступил в Шуше ещё в 13 лет в сопровождении тариста Мешади Джамиля Амирова, исполнив мугам «Махур». Впоследствии он окончил Бакинскую консерваторию, стажировался в миланском театре «Ла Скала», преподавал в Азербайджанской государственной консерватории. Последний концерт Бюль-Бюля в Шуше состоялся в 1961 году в просторном зале бывшего реального училища. Сюда собралось более тысячи зрителей. Также в Шуше родились и выросли такие азербайджанские оперные певцы, как Али Зулалов, Сурая Каджар, Абульфат Алиев.
В 1989—1991 годах в Шуше проводился ежегодный международный музыкальный фестиваль «Хары-бюльбюль». В 1992 году фестиваль был отменён из-за начавшейся Первой карабахской войны. В январе 2021 года президент Азербайджана Ильхам Алиев на встрече с министром культуры Анаром Керимовым напомнил о необходимости возрождения фестиваля.

### Армянская музыкальная культура Шуши

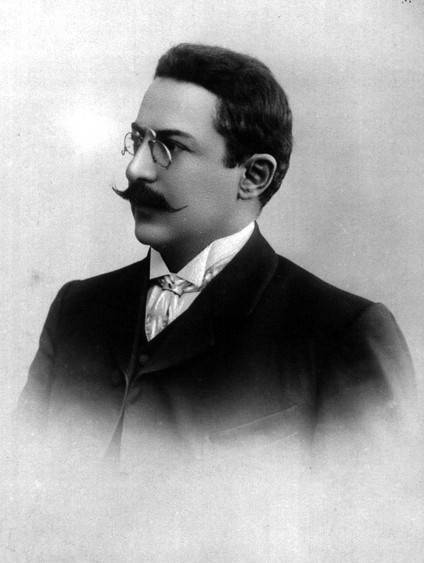
Аркадий Костанян — армянский оперный певец (лирико-драматический тенор) и антрепренёр

Шушинские музыканты были известны в Закавказье. Они подняли на новый уровень народные мелодии, исполняемые на таких старинных инструментах, как тар, каманча, зурна и др. Также они активно обрабатывали и исполняли произведения различных жанров восточной музыки. В Шуше жили и творили такие композиторы и исполнители, как С. Демурян, Д. Газарян, Б. Туманян, А. Мелик-Пашаев. О. Иоаннисян, А. Александрян, Г. Меликян, Б. Меликян, Аванес, С. Оганезашвили, Л. Карахан и др.
Большую роль в развития армянской музыкальной культуры города сыграла шестилетняя Шушинская Епархиальная школа, в которой обучали пению и армянской нотописи. Школьный хор часто выступал с концертами, на которых исполнялись армянские народные и патриотические песни. Шушинская Епархиальная школа, наряду с семинарией Геворгян в Эчмиадзине и школой Нерсисян в Тифлисе, являлась одним из крупнейших центров армянской музыкальной жизни. Её выдающимися выпускниками стали музыканты Григор Сюни, Даниел Казарян, Александр Арутюнян и др.
В 1750—1780-х годах в Шуше творили армянские ашуги из семьи Читчьян, уроженцы соседнего селения Мец Таглар.
В 1866 году в Шуше родился армянский оперный певец Аркадий Костанян. С 1894 по 1897 год он выступал в Милане, Флоренции, Генуе, Венеции, а также в других городах Италии. Выступал в Большом театре в Москве и в Петербургском театре «Аркадия». Исполнял партии для 22 постановки.
В 1881 году в Шуше рождается армянский композитор Егише Багдасарян, который создавал в Шуше армянские капеллы и ансамбли народных инструментов. Е. Багдасарян написал оперу «Ануш» и оперу «Артавазд», так же автор большого количества романсов, шараканов и песен.

В том же 1881 году в Шуше рождается композитор Ованес Иоаннисян — выпускник Шушинского реального училища Аракеляна. Был учителем пения в шушинской женской гимназии. О. Иоаннисян — создатель первого оркестра народных инструментов на Кавказе. Так же им был организован первый женский оркестр народных инструментов в составе 50 человек. Позже, доктор Иоаннесян организовал второй женский оркестр народных инструментов.
В 1882 году, уроженец города Бахти Хатамян, создаёт мастерскую по производству струнных музыкальных инструментов — тар, саз и кеманча и проводит там бесплатные занятия по обучению этого ремесла.
В этот период в Шуше получил начальное музыкальное образование Григор (Мирзаян) Сюни́ — будущий армянский композитор и общественный деятель. За прекрасный голос его прозвали «Кали Бюльбюль» (арм. Ղալի Բյուլբուլ) — «соловей Крепости». В 1895 году, закончив Эчмиадзинскую семинарию, он создал в Шуше хор.
В 1902 году в ансамбле народных инструментов Гр. Сюни играл тарист Александр Александрян, который в дальнейшем сам возглавлял ансамбли. А. Александрян сочинил ряд танцевальных мелодий: «Дилиджан», «Пара чёрных глаз», «Танец Зулейхи», «Танец наирианки», «Севани», «Назели», «Нуне».
В 1883 году в Шуше рождается композитор Даниэл Казарян — основоположник хорового общества Кавказа и армянского романса. Д. Казарян написал большое количество произведений и организовал гастрольные концерты по городам Кавказа.

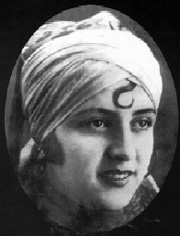
Арев Багдасарян (1913-1994)

Известными уроженцами Шуши были армянские инструментальные музыканты — таристы Лазар Тер-Вртанесян, Арсен Ярамишян, Лазар Габриелян, Григор Меликян и Бала Меликян, каманчисты Аванес Аванесян, Арменак Шушинский и другие.
С 1892 года работу по организации хоров в Шуше вёл Степан Демурян.
В 1902 году Шушу посетил известный армянский ашуг Дживани. Там он написал произведение «Охотник преследует тебя», в котором автор затронул тему армянского национально-освободительного движения и призвал полагаться на собственные силы. В том же году Дживани посвятил городу произведение «Подарок городу Шуши».
Уроженкой Шуши является известная карабахская армянская исполнительница Арев Багдасарян.

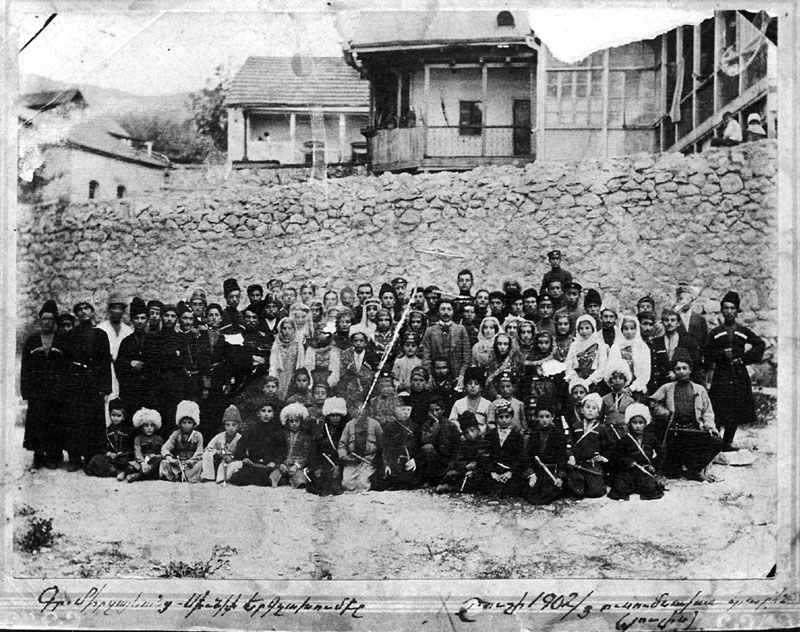
Армянский хор, созданный Григором Сюни в Шуше (1902 год)
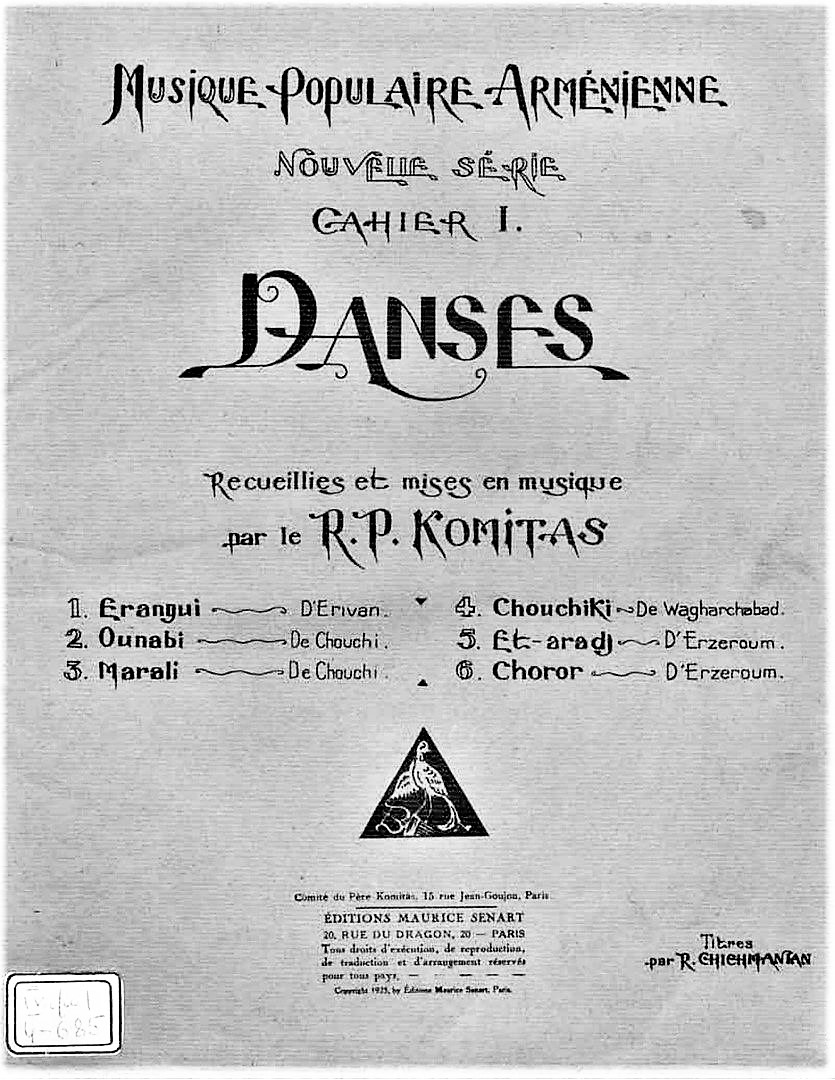
«Унаби» и «Марали» — армянские народные танцы из Шуши, записанные и обработанные известным армянским этнографом композитором Комитасом (нотная тетрадь, Париж, 1925 г.)
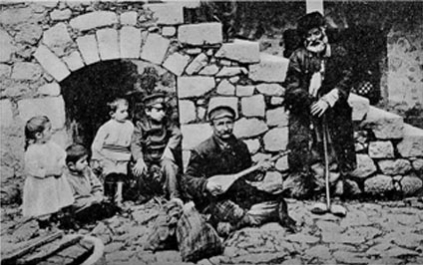
Армянский ашуг в Шуше

### Азербайджанская литература

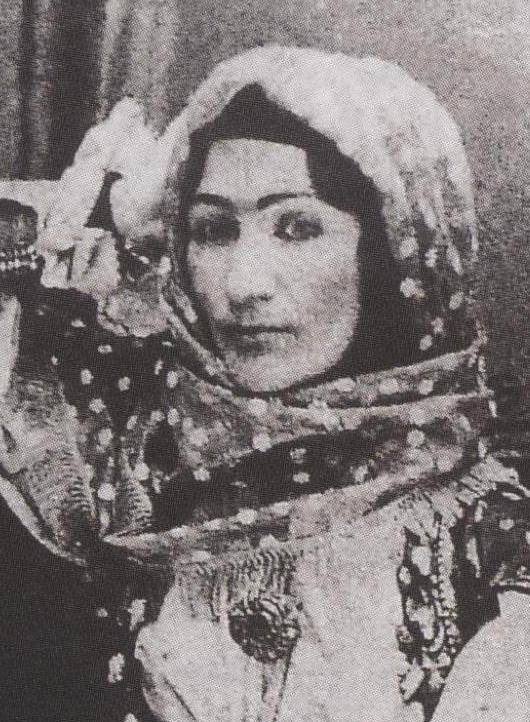
Азербайджанская поэтесса Хуршидбану Натаван, возглавлявшая с 1872 года литературный кружок «Меджлиси-Унс» в Шуше

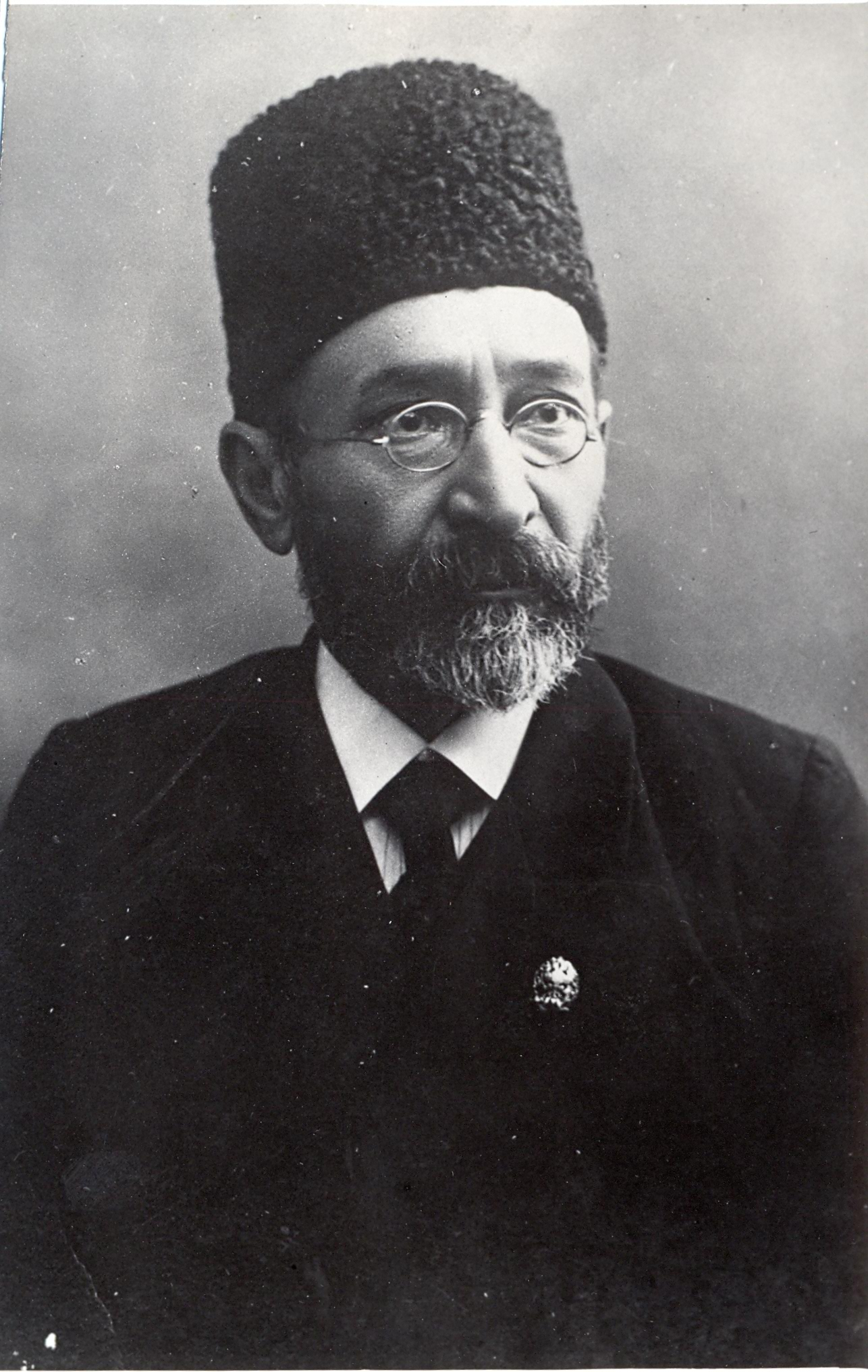
Азербайджанский писатель и драматург Наджаф-бек Везиров

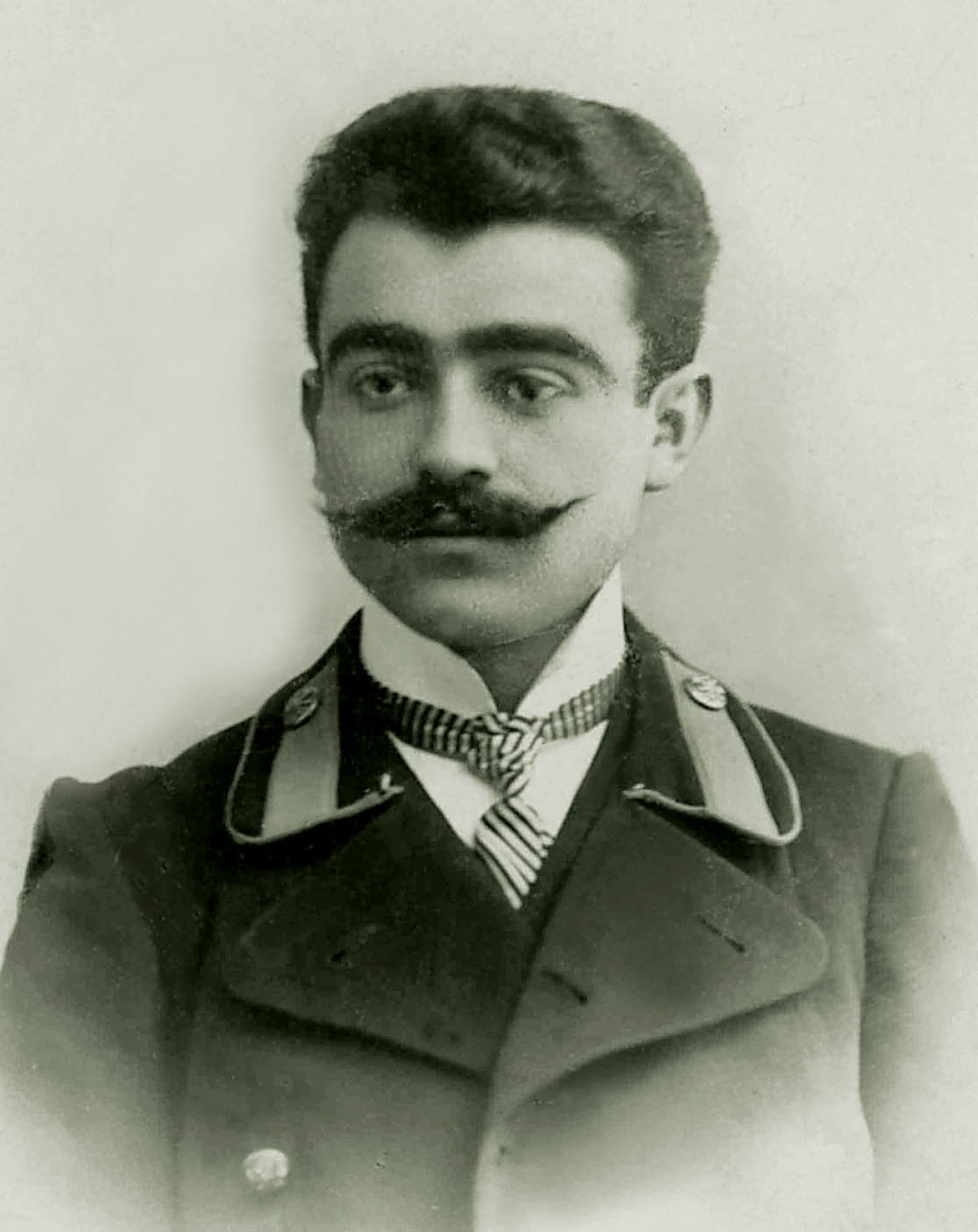
Азербайджанский писатель и публицист Юсиф Везир Чеменземинли